# Liste des monuments historiques de Kortemark
Cette page regroupe l'ensemble des monuments classés de la commune belge de Kortemark.
| Objet | Statut du classement? | Année de construction/architecte | Section communale | Adresse                      | Coordonnées                      | Numéro d'inventaire | Illustration                                                |
| --- | --------------------- | -------------------------------- | ----------------- | ---------------------------- | -------------------------------- | ------------------- | ----------------------------------------------------------- |
| (nl) Roodbakstenen pand uit de de jaren 1930 |                       |                                  | Kortemark         | 10de-Linie-Regimentstraat 3  | 51° 01′ 36″ nord, 3° 02′ 34″ est | 90939               | Téléverser                                                  |
| (nl) Burgerhuis uit de jaren 1930 |                       |                                  | Kortemark         | 10de-Linie-Regimentstraat 7  | 51° 01′ 36″ nord, 3° 02′ 34″ est | 90940               | Téléverser                                                  |
| (nl) Kleine hoeve van het langgestrekte type |                       |                                  | Kortemark         | Amersveldestraat 28          | 51° 01′ 18″ nord, 3° 02′ 08″ est | 90941               | Téléverser                                                  |
| (nl) Arbeidershuis uit het eerste kwart van de 20ste eeuw                                                                                              |                       |                                  | Kortemark         | Amersveldestraat 42          | 51° 01′ 12″ nord, 3° 01′ 59″ est | 90942               | Téléverser                                                  |
| (nl) Historische hoevesite volgens 19de-eeuwse kaarten zogenaamd de Groote Speye ferme                                                                 |                       |                                  | Kortemark         | Amersveldestraat 53          | 51° 01′ 13″ nord, 3° 00′ 00″ est | 90943               | Téléverser                                                  |
| (nl) Kapel op splitsing van twee straten |                       |                                  | Kortemark         | Amersveldestraat             | 51° 01′ 05″ nord, 3° 02′ 01″ est | 90944               | Téléverser                                                  |
| (nl) Achteringelegen hoeve bereikbaar via populierendreef                                                                                              |                       |                                  | Kortemark         | Amersveldestraat 104         | 51° 00′ 46″ nord, 3° 01′ 20″ est | 90945               | Téléverser                                                  |
| (nl) Arbeidershuisje uit het eerste kwart van de 20ste eeuw                                                                                            |                       |                                  | Kortemark         | Amersveldestraat 117         | 51° 00′ 53″ nord, 3° 01′ 35″ est | 90946               | Téléverser                                                  |
| (nl) Boerenarbeidershuis |                       |                                  | Kortemark         | Bescheewegestraat 12         | 51° 02′ 44″ nord, 3° 00′ 56″ est | 90947               | Téléverser                                                  |
| (nl) Achteringelegen hoevesite |                       |                                  | Kortemark         | Bescheewegestraat 14         | 51° 02′ 45″ nord, 3° 00′ 52″ est | 90948               | Téléverser                                                  |
| (nl) Laag boerenarbeidershuis |                       |                                  | Kortemark         | Bescheewegestraat 26         | 51° 02′ 40″ nord, 3° 00′ 35″ est | 90949               | Téléverser                                                  |
| (nl) Voormalige herberg op de hoek |                       |                                  | Kortemark         | Bescheewegestraat 40         | 51° 02′ 39″ nord, 3° 00′ 27″ est | 90950               | Téléverser                                                  |
| (nl) Boerenarbeidershuis in bosje gelegen |                       |                                  | Kortemark         | Doornstraat 3                | 51° 02′ 48″ nord, 3° 02′ 32″ est | 90951               | Téléverser                                                  |
| (nl) Arbeidershuisje |                       |                                  | Kortemark         | Doornstraat 32               | 51° 02′ 50″ nord, 3° 02′ 13″ est | 90952               | Téléverser                                                  |
| (nl) Diephuis met trapgevel met bolbekroning |                       |                                  | Kortemark         | Edewallestraat 70            | 51° 02′ 27″ nord, 3° 00′ 27″ est | 90953               | Téléverser                                                  |
| (nl) Kapel toegewijd aan Onze-Lieve-Vrouw van Troost                                                                                                   |                       |                                  | Kortemark         | Edewallestraat               | 51° 02′ 37″ nord, 3° 00′ 26″ est | 90954               | Téléverser                                                  |
| (nl) Kapel toegewijd aan Onze-Lieve-Vrouw van Altijddurende Bijstand                                                                                   |                       |                                  | Kortemark         | Galgestraat                  | 51° 00′ 46″ nord, 3° 02′ 00″ est | 90955               | Téléverser                                                  |
| (nl) Hoeve zogenaamd het HILLEGOED |                       |                                  | Kortemark         | Galgestraat 17               | 51° 00′ 18″ nord, 3° 02′ 06″ est | 90956               | Téléverser                                                  |
| (nl) Laag arbeidershuisje |                       |                                  | Kortemark         | Gitsstraat 8                 | 51° 01′ 30″ nord, 3° 03′ 38″ est | 90957               | Téléverser                                                  |
| (nl) Laag boerenarbeidershuis |                       |                                  | Kortemark         | Gitsstraat 15                | 51° 01′ 26″ nord, 3° 03′ 43″ est | 90958               | Téléverser                                                  |
| (nl) Achteringelegen huis met voortuin |                       |                                  | Kortemark         | Gitsstraat 29                | 51° 01′ 23″ nord, 3° 03′ 55″ est | 90959               | Téléverser                                                  |
| (nl) Achteringelegen huis met voortuin |                       |                                  | Kortemark         | Gitsstraat 33A               | 51° 01′ 23″ nord, 3° 03′ 56″ est | 90960               | Téléverser                                                  |
| (nl) Eclectisch burgerhuis |                       |                                  | Kortemark         | Handzamestraat 4             | 51° 01′ 43″ nord, 3° 02′ 28″ est | 90961               | Téléverser                                                  |
| (nl) Herberg zogenaamd 'T HANDELSHUIS |                       |                                  | Kortemark         | Handzamestraat 7             | 51° 01′ 42″ nord, 3° 02′ 28″ est | 90962               | Téléverser                                                  |
| (nl) Gaaf bewaard 19de-eeuws burgerhuis |                       |                                  | Kortemark         | Handzamestraat 9             | 51° 01′ 42″ nord, 3° 02′ 28″ est | 90963               | Téléverser                                                  |
| (nl) Margareta-Maria-Instituut van de Zusters van Sint-Vincentius ?ß Paulo                                                                             |                       |                                  | Kortemark         | Handzamestraat 14            | 51° 01′ 46″ nord, 3° 02′ 18″ est | 90964               | Téléverser                                                  |
| (nl) Margareta-Maria-Instituut van de Zusters van Sint-Vincentius ?ß Paulo                                                                             |                       |                                  | Kortemark         | Handzamestraat 16            | 51° 01′ 46″ nord, 3° 02′ 15″ est | 90964               | Téléverser                                                  |
| (nl) Gaaf bewaard burgerhuis |                       |                                  | Kortemark         | Handzamestraat 15            | 51° 01′ 42″ nord, 3° 02′ 26″ est | 90965               | Téléverser                                                  |
| (nl) Halfvrijstaand woonhuis, mogelijk voormalige winkel                                                                                               |                       |                                  | Kortemark         | Handzamestraat 23            | 51° 01′ 42″ nord, 3° 02′ 24″ est | 90966               | Téléverser                                                  |
| (nl) Burgerhuis, volgens literatuur 'huis van de bestuurder van het klooster'                                                                          |                       |                                  | Kortemark         | Handzamestraat 37            | 51° 01′ 43″ nord, 3° 02′ 20″ est | 90967               | Téléverser                                                  |
| (nl) Smal en hoog huis van ca. 1912 |                       |                                  | Kortemark         | Handzamestraat 39            | 51° 01′ 43″ nord, 3° 02′ 19″ est | 90968               | Téléverser                                                  |
| (nl) 19de-eeuws burgerhuis |                       |                                  | Kortemark         | Handzamestraat 41            | 51° 01′ 42″ nord, 3° 02′ 19″ est | 90969               | Téléverser                                                  |
| (nl) Arbeidershuis |                       |                                  | Kortemark         | Handzamestraat 47            | 51° 01′ 44″ nord, 3° 02′ 18″ est | 90970               | Téléverser                                                  |
| (nl) Huis uit het eerste kwart van de 20ste eeuw |                       |                                  | Kortemark         | Handzamestraat 53            | 51° 01′ 44″ nord, 3° 02′ 17″ est | 90971               | Téléverser                                                  |
| (nl) Huis uit het eerste kwart van de 20ste eeuw |                       |                                  | Kortemark         | Handzamestraat 55            | 51° 01′ 44″ nord, 3° 02′ 17″ est | 90971               | Téléverser                                                  |
| (nl) Burgerhuis van 1924 |                       |                                  | Kortemark         | Handzamestraat 61            | 51° 01′ 44″ nord, 3° 02′ 16″ est | 90972               | Téléverser                                                  |
| (nl) Mariakapel met jaaraanduiding 1868 |                       |                                  | Kortemark         | Handzamestraat               | 51° 01′ 45″ nord, 3° 02′ 03″ est | 90973               | Téléverser                                                  |
| (nl) Achteringelegen hoeve ten zuiden van de Handzamestraat                                                                                            |                       |                                  | Kortemark         | Handzamestraat 85            | 51° 01′ 40″ nord, 3° 01′ 58″ est | 90974               | Téléverser                                                  |
| (nl) Achteringelegen hoeve, voorheen bekend als 't Leeuwengoedt                                                                                        |                       |                                  | Kortemark         | Handzamestraat 112           | 51° 01′ 43″ nord, 3° 01′ 15″ est | 90975               | Téléverser                                                  |
| (nl) Hoeve zogenaamd LINDEHOEVE |                       |                                  | Kortemark         | Handzamestraat 118           | 51° 01′ 32″ nord, 3° 00′ 49″ est | 90976               | Téléverser                                                  |
| (nl) Kleine hoeve |                       |                                  | Kortemark         | Hillebosstraat 2             | 51° 00′ 33″ nord, 3° 01′ 20″ est | 90977               | Téléverser                                                  |
| (nl) Burgerhuizen vermoedelijk opgetrokken tijdens de interbellumperiode                                                                               |                       |                                  | Kortemark         | Hoogledestraat 24            | 51° 01′ 27″ nord, 3° 02′ 35″ est | 90978               | Téléverser                                                  |
| (nl) Burgerhuizen vermoedelijk opgetrokken tijdens de interbellumperiode                                                                               |                       |                                  | Kortemark         | Hoogledestraat 26            | 51° 01′ 27″ nord, 3° 02′ 35″ est | 90978               | Téléverser                                                  |
| (nl) Burgerhuis |                       |                                  | Kortemark         | Hoogledestraat 37            | 51° 01′ 19″ nord, 3° 02′ 44″ est | 90979               | Téléverser                                                  |
| (nl) Herenhuis |                       |                                  | Kortemark         | Hoogledestraat 72            | 51° 01′ 23″ nord, 3° 02′ 40″ est | 90980               | Téléverser                                                  |
| (nl) Lage arbeiderswoning |                       |                                  | Kortemark         | Hoogledestraat 73            | 51° 01′ 13″ nord, 3° 02′ 46″ est | 90981               | Téléverser                                                  |
| (nl) Voormalige werkplaats |                       |                                  | Kortemark         | Hoogledestraat 78            | 51° 01′ 19″ nord, 3° 02′ 40″ est | 90982               | Téléverser                                                  |
| (nl) Kapel toegewijd aan Onze-Lieve-Vrouw van Fatima                                                                                                   |                       |                                  | Kortemark         | Hoogledestraat               | 51° 00′ 52″ nord, 3° 02′ 53″ est | 90983               | Téléverser                                                  |
| (nl) Arbeidershuis |                       |                                  | Kortemark         | Hospitaalstraat 10           | 51° 01′ 45″ nord, 3° 02′ 31″ est | 90984               | Téléverser                                                  |
| (nl) Burgerhuis |                       |                                  | Kortemark         | Hospitaalstraat 20           | 51° 01′ 47″ nord, 3° 02′ 31″ est | 90985               | Téléverser                                                  |
| (nl) Klooster en school Onze-Lieve-Vrouw van Troost |                       |                                  | Kortemark         | Hospitaalstraat 22           | 51° 01′ 50″ nord, 3° 02′ 34″ est | 90986               | Téléverser                                                  |
| (nl) Burgerhuis met parement uit de jaren 1950 en achtergelegen erf met loodsen van de zagerij en kistenfabriek Demuelenaere                           |                       |                                  | Kortemark         | Hospitaalstraat 25           |                                  | 90987               | Téléverser                                                  |
| (nl) Directeurswoning horende bij het hospitaal en klooster van de Zusters van Liefde van Kortemark                                                    |                       |                                  | Kortemark         | Hospitaalstraat 27           |                                  | 90988               | Téléverser                                                  |
| (nl) Site van het OCMW-rusthuis |                       |                                  | Kortemark         | Hospitaalstraat 29           | 51° 01′ 56″ nord, 3° 02′ 30″ est | 90989               | Téléverser                                                  |
| (nl) Site van het OCMW-rusthuis |                       |                                  | Kortemark         | Hospitaalstraat 31           | 51° 01′ 56″ nord, 3° 02′ 30″ est | 90989               | Téléverser                                                  |
| (nl) Kleine hoeve met losse bestanddelen |                       |                                  | Kortemark         | Huilaertstraat 21            | 51° 00′ 52″ nord, 3° 01′ 50″ est | 90990               | Téléverser                                                  |
| (nl) Eengezinswoning in bungalowstijl van ca. 1966 |                       |                                  | Kortemark         | Ichtegemstraat 32            | 51° 02′ 06″ nord, 3° 02′ 19″ est | 90991               | Téléverser                                                  |
| (nl) Arbeidershuis |                       |                                  | Kortemark         | Ichtegemstraat 41A           | 51° 02′ 07″ nord, 3° 02′ 16″ est | 90992               | Téléverser                                                  |
| (nl) Laag hoekhuis uit het eerste kwart van de 20ste eeuw                                                                                              |                       |                                  | Kortemark         | Ichtegemstraat 71            | 51° 02′ 20″ nord, 3° 02′ 05″ est | 90993               | Téléverser                                                  |
| (nl) Mariakapelletje bij hoeve met nieuw woonhuis |                       |                                  | Kortemark         | Ichtegemstraat               | 51° 02′ 37″ nord, 3° 02′ 09″ est | 90994               | Téléverser                                                  |
| (nl) Hoeve/ huis uit de jaren 1920/1930 met rechts schuurtje                                                                                           |                       |                                  | Kortemark         | Ichtegemstraat 86            | 51° 02′ 43″ nord, 3° 02′ 10″ est | 90995               | Téléverser                                                  |
| (nl) Aan de straat gelegen huis met aansluitende schuur                                                                                                |                       |                                  | Kortemark         | Ichtegemstraat 88            | 51° 02′ 45″ nord, 3° 02′ 08″ est | 90996               | Téléverser                                                  |
| (nl) Boerenarbeidershuis met ge´ncorporeerd stalletje en schuurtje                                                                                     |                       |                                  | Kortemark         | Ichtegemstraat 91            | 51° 02′ 29″ nord, 3° 02′ 05″ est | 90997               | Téléverser                                                  |
| (nl) Zusterhuis op gehucht Markhove |                       |                                  | Kortemark         | Ichtegemstraat 96            | 51° 02′ 51″ nord, 3° 02′ 06″ est | 90998               | Téléverser                                                  |
| (nl) Historische hoeve zogenaamd de heerlijkheid van Markhove                                                                                          |                       |                                  | Kortemark         | Ichtegemstraat 100           | 51° 02′ 57″ nord, 3° 02′ 08″ est | 90999               | Téléverser                                                  |
| (nl) Kleine aan de straat gelegen hoeve, zogenaamd D' OUDE SCHEURE                                                                                     |                       |                                  | Kortemark         | Ieperstraat 6                | 51° 01′ 33″ nord, 3° 03′ 49″ est | 91000               | Téléverser                                                  |
| (nl) Achteringelegen bungalowwoning met aansluitende tuinaanleg                                                                                        |                       |                                  | Kortemark         | Ieperstraat 28               | 51° 01′ 26″ nord, 3° 03′ 32″ est | 91001               | Téléverser                                                  |
| (nl) Burgerhuis met stalling en industriële gebouwen                                                                                                   |                       |                                  | Kortemark         | Ieperstraat 29               | 51° 01′ 28″ nord, 3° 03′ 46″ est | 91002               | Téléverser                                                  |
| (nl) Kapel in nutsgebouw uit het midden van de 20ste eeuw                                                                                              |                       |                                  | Kortemark         | Ieperstraat                  | 51° 01′ 25″ nord, 3° 03′ 39″ est | 91003               | Téléverser                                                  |
| (nl) Vrijstaand huis uit het tweede kwart van de 20ste eeuw, horende bij voederfabriek Willaert                                                        |                       |                                  | Kortemark         | Ieperstraat 53               |                                  | 91004               | Téléverser                                                  |
| (nl) Hoeve zogenaamd DRY CEUNINGHENHOEVE |                       |                                  | Kortemark         | Ieperstraat 56               | 51° 01′ 10″ nord, 3° 03′ 19″ est | 91005               | Téléverser                                                  |
| (nl) Voormalige herberg, zogenaamd HERBERG HET VLIEGENDE PEERD                                                                                         |                       |                                  | Kortemark         | Ieperstraat 75               | 51° 00′ 44″ nord, 3° 02′ 56″ est | 91006               | Téléverser                                                  |
| (nl) Mariakapelletje van ca. 1944 bij recente villa |                       |                                  | Kortemark         | Ieperstraat                  | 51° 00′ 30″ nord, 3° 02′ 38″ est | 91007               | Téléverser                                                  |
| (nl) Mariakapelletje bij recent heraangeplante lindeboom - zogenaamd DOO-MAN                                                                           |                       |                                  | Kortemark         | Ieperstraat                  | 51° 01′ 01″ nord, 3° 03′ 18″ est | 91008               | Téléverser                                                  |
| (nl) Achteringelegen hoeve |                       |                                  | Kortemark         | Ieperstraat 82               | 51° 00′ 34″ nord, 3° 02′ 20″ est | 91009               | Téléverser                                                  |
| (nl) Achteringelegen site met nieuwbouwvilla |                       |                                  | Kortemark         | Jan Mioenstraat              | 51° 01′ 17″ nord, 3° 01′ 41″ est | 91010               | Téléverser                                                  |
| (nl) Achteringelegen hoeve zogenaamd het Kasteeltje |                       |                                  | Kortemark         | Kasteelstraat 10             | 51° 02′ 35″ nord, 3° 02′ 32″ est | 91011               | Téléverser                                                  |
| (nl) Vrijstaande schuur |                       |                                  | Kortemark         | Koekelarestraat              | 51° 02′ 29″ nord, 3° 01′ 41″ est | 91012               | Téléverser                                                  |
| (nl) Kleine aan de straat gelegen hoeve |                       |                                  | Kortemark         | Koekelarestraat 9            | 51° 02′ 19″ nord, 3° 01′ 59″ est | 91013               | Téléverser                                                  |
| (nl) Boerenarbeidershuis met links ge´ncorporeerde stalling                                                                                            |                       |                                  | Kortemark         | Koekelarestraat 14           | 51° 02′ 23″ nord, 3° 01′ 57″ est | 91014               | Téléverser                                                  |
| (nl) Brug over de Waterhoenbeek |                       |                                  | Kortemark         | Koekelarestraat              | 51° 02′ 23″ nord, 3° 01′ 51″ est | 91015               | Téléverser                                                  |
| (nl) Zogenaamde Koutermolen en molenaarshoeve | Oui                   |                                  | Kortemark         | Koutermolenstraat 7          | 51° 02′ 01″ nord, 3° 01′ 47″ est | 91016               | Téléverser                                                  |
| (nl) Kleine hoeve |                       |                                  | Kortemark         | Koutermolenstraat 121        | 51° 02′ 24″ nord, 3° 03′ 06″ est | 91017               | Téléverser                                                  |
| (nl) Kleine hoeve zogenaamd JONCHOEVE |                       |                                  | Kortemark         | Lauwstraat 1                 | 51° 02′ 16″ nord, 3° 00′ 55″ est | 91018               | Téléverser                                                  |
| (nl) Kleine 19de-eeuwse hoeve |                       |                                  | Kortemark         | Lauwstraat 2                 | 51° 02′ 24″ nord, 3° 00′ 42″ est | 91019               | Téléverser                                                  |
| (nl) Hoeve, in de jaren 1920 |                       |                                  | Kortemark         | Leenbosstraat 15             | 51° 00′ 57″ nord, 3° 03′ 36″ est | 91020               | Téléverser                                                  |
| (nl) Achteringelegen hoeve |                       |                                  | Kortemark         | Leenbosstraat 20             | 51° 00′ 51″ nord, 3° 03′ 29″ est | 91021               | Téléverser                                                  |
| (nl) Laag arbeidershuisje |                       |                                  | Kortemark         | Lichterveldestraat 15        | 51° 01′ 43″ nord, 3° 02′ 44″ est | 91022               | Téléverser                                                  |
| (nl) Burgerhuis volgens het kadaster gebouwd in 1879                                                                                                   |                       |                                  | Kortemark         | Lichterveldestraat 17        | 51° 01′ 43″ nord, 3° 02′ 44″ est | 91023               | Téléverser                                                  |
| (nl) Deels vrijstaand burgerhuis |                       |                                  | Kortemark         | Lichterveldestraat 22        | 51° 01′ 42″ nord, 3° 02′ 46″ est | 91024               | Téléverser                                                  |
| (nl) Burgerhuis ca. 1904 |                       |                                  | Kortemark         | Lichterveldestraat 29        | 51° 01′ 43″ nord, 3° 02′ 47″ est | 91025               | Téléverser                                                  |
| (nl) Hoeve gelegen in de vallei van de Kasteelbeek |                       |                                  | Kortemark         | Lichterveldestraat 30        | 51° 01′ 41″ nord, 3° 02′ 53″ est | 91026               | Téléverser                                                  |
| (nl) Boerenarbeidershuis met ge´ncorporeerde stalling                                                                                                  |                       |                                  | Kortemark         | Lichterveldestraat 70        | 51° 01′ 43″ nord, 3° 03′ 15″ est | 91027               | Téléverser                                                  |
| (nl) Seinwachtershuis |                       |                                  | Kortemark         | Lichterveldestraat 117       | 51° 01′ 43″ nord, 3° 03′ 28″ est | 91028               | Téléverser                                                  |
| (nl) Kapel, zogenaamd Stevenskapelletje |                       |                                  | Kortemark         | Makeveldstraat               | 51° 03′ 13″ nord, 3° 02′ 01″ est | 91029               | Téléverser                                                  |
| (nl) Achterin gelegen huis als restant van kleine hoeve                                                                                                |                       |                                  | Kortemark         | Makeveldstraat 15            | 51° 03′ 14″ nord, 3° 02′ 02″ est | 91030               | Téléverser                                                  |
| (nl) Hoevetje |                       |                                  | Kortemark         | Makeveldstraat 23            | 51° 03′ 14″ nord, 3° 02′ 16″ est | 91031               | Téléverser                                                  |
| (nl) 19de-eeuwse hoeve gelegen in een bocht van de weg                                                                                                 |                       |                                  | Kortemark         | Makeveldstraat 40            | 51° 03′ 18″ nord, 3° 02′ 42″ est | 91032               | Téléverser                                                  |
| (nl) Hoekpand met winkelfunctie |                       |                                  | Kortemark         | Markt 1                      | 51° 01′ 43″ nord, 3° 02′ 30″ est | 91033               | Téléverser                                                  |
| (nl) Pand met parement uit het eerste kwart van de 20ste eeuw                                                                                          |                       |                                  | Kortemark         | Markt 5                      | 51° 01′ 44″ nord, 3° 02′ 33″ est | 91034               | Téléverser                                                  |
| (nl) Burgerhuis |                       |                                  | Kortemark         | Markt 6                      | 51° 01′ 43″ nord, 3° 02′ 33″ est | 91035               | Téléverser                                                  |
| (nl) Brouwerij Den Arend met brouwershuis |                       |                                  | Kortemark         | Markt 13                     | 51° 01′ 45″ nord, 3° 02′ 37″ est | 91036               | Téléverser                                                  |
| (nl) Brouwerij Den Arend met brouwershuis |                       |                                  | Kortemark         | Markt 14                     | 51° 01′ 44″ nord, 3° 02′ 37″ est | 91036               | Téléverser                                                  |
| (nl) Herberg DEN AREND |                       |                                  | Kortemark         | Markt 16                     | 51° 01′ 44″ nord, 3° 02′ 38″ est | 91037               | Téléverser                                                  |
| (nl) Gietijzeren pomp |                       |                                  | Kortemark         | Markt                        | 51° 01′ 42″ nord, 3° 02′ 32″ est | 91038               | Téléverser                                                  |
| (nl) Sint-Bartholomeuskerk |                       |                                  | Kortemark         | Markt                        | 51° 01′ 41″ nord, 3° 02′ 37″ est | 91039               | (nl) Sint-Bartholomeuskerk                                  |
| (nl) Restant van kerkhof |                       |                                  | Kortemark         | Markt                        | 51° 01′ 41″ nord, 3° 02′ 36″ est | 91040               | Téléverser                                                  |
| (nl) Zogenaamd vredesmonument in de omgevingsaanleg van de Sint-Bartholomeuskerk                                                                       |                       |                                  | Kortemark         | Markt                        | 51° 01′ 42″ nord, 3° 02′ 37″ est | 91042               | Téléverser                                                  |
| (nl) Mariakapel van 1945 |                       |                                  | Kortemark         | Meerlaanstraat               | 51° 03′ 36″ nord, 3° 02′ 27″ est | 91043               | Téléverser                                                  |
| (nl) Mariakapel van 1944 bij erftoegang van hoeve zogenaamd 'T GOED TER LOO                                                                            |                       |                                  | Kortemark         | Nachtegaalstraat             | 51° 02′ 53″ nord, 3° 01′ 29″ est | 91044               | Téléverser                                                  |
| (nl) Kapel links van omhaagde hoeveweide |                       |                                  | Kortemark         | Nachtegaalstraat             | 51° 03′ 05″ nord, 3° 01′ 22″ est | 91045               | Téléverser                                                  |
| (nl) Twee gebouwtjes rechts van de pastorie (nr. 2) |                       |                                  | Kortemark         | Nieuwstraat                  | 51° 01′ 40″ nord, 3° 02′ 38″ est | 91046               | Téléverser                                                  |
| (nl) Vrijstaand huis met pastoriefunctie |                       |                                  | Kortemark         | Nieuwstraat 2                | 51° 01′ 40″ nord, 3° 02′ 37″ est | 91047               | Téléverser                                                  |
| (nl) Burgerhuis, volgens het kadaster in 1933 gebouwd                                                                                                  |                       |                                  | Kortemark         | Nieuwstraat 3                | 51° 01′ 41″ nord, 3° 02′ 40″ est | 91048               | Téléverser                                                  |
| (nl) Voormalige dokterswoning Bouciqué |                       |                                  | Kortemark         | Nieuwstraat 5                | 51° 01′ 40″ nord, 3° 02′ 40″ est | 91049               | Téléverser                                                  |
| (nl) Villa, volgens het kadaster in 1935 gebouwd |                       |                                  | Kortemark         | Nieuwstraat 7                | 51° 01′ 39″ nord, 3° 02′ 41″ est | 91050               | Téléverser                                                  |
| (nl) Burgerhuis in de rij uit het interbellum |                       |                                  | Kortemark         | Nieuwstraat 8                | 51° 01′ 39″ nord, 3° 02′ 38″ est | 91051               | Téléverser                                                  |
| (nl) Villa volgens het kadaster in 1936 gebouwd |                       |                                  | Kortemark         | Nieuwstraat 11               | 51° 01′ 37″ nord, 3° 02′ 40″ est | 91052               | Téléverser                                                  |
| (nl) Villa uit de jaren 1950 |                       |                                  | Kortemark         | Nieuwstraat 23               | 51° 01′ 32″ nord, 3° 02′ 41″ est | 91053               | Téléverser                                                  |
| (nl) Villa |                       |                                  | Kortemark         | Nieuwstraat 36               | 51° 01′ 34″ nord, 3° 02′ 37″ est | 91054               | Téléverser                                                  |
| (nl) Laag boerenarbeidershuis |                       |                                  | Kortemark         | Oude Zeedijkstraat 6         | 51° 01′ 23″ nord, 3° 03′ 41″ est | 91055               | Téléverser                                                  |
| (nl) Industrieel-archeologisch gebouw nu deel uitmakend van groot bedrijf met loodsen op ambachtelijke zone                                            |                       |                                  | Kortemark         | Oudstrijderslaan             |                                  | 91056               | Téléverser                                                  |
| (nl) Café zogenaamd 't Oud Cortemarck |                       |                                  | Kortemark         | Pastoor Blanckestraat 9      | 51° 01′ 39″ nord, 3° 02′ 34″ est | 91057               | Téléverser                                                  |
| (nl) Op een hoek van de straat gelegen pand volgens het kadaster in 1878                                                                               |                       |                                  | Kortemark         | Pastoor Blanckestraat 13     | 51° 01′ 40″ nord, 3° 02′ 32″ est | 91058               | Téléverser                                                  |
| (nl) Vrijstaande pastorie gelegen binnen ruime pastorietuin                                                                                            |                       |                                  | Kortemark         | Pastoor Blanckestraat 17     | 51° 01′ 39″ nord, 3° 02′ 32″ est | 91059               | Téléverser                                                  |
| (nl) Bronzen gedenkplaat voor priester-dichter Karel Blancke                                                                                           |                       |                                  | Kortemark         | Pastoor Blanckestraat        | 51° 01′ 40″ nord, 3° 02′ 31″ est | 91060               | Téléverser                                                  |
| (nl) Kapel rechts van erfoprit hoeve |                       |                                  | Kortemark         | Pereboomstraat               | 51° 02′ 04″ nord, 3° 00′ 50″ est | 91061               | Téléverser                                                  |
| (nl) Hoeve minimaal opklimmend tot begin 19de eeuw |                       |                                  | Kortemark         | Pereboomstraat 7             | 51° 02′ 03″ nord, 3° 00′ 51″ est | 91062               | Téléverser                                                  |
| (nl) 19de-eeuwse hoeve |                       |                                  | Kortemark         | Pereboomstraat 9             | 51° 02′ 02″ nord, 3° 00′ 48″ est | 91063               | Téléverser                                                  |
| (nl) Kapel op erf van hoeve Pereboomstraat nr. 10 |                       |                                  | Kortemark         | Pereboomstraat               | 51° 02′ 22″ nord, 3° 01′ 20″ est | 91064               | Téléverser                                                  |
| (nl) Laag, vrijstaand boerenarbeidershuis met rechts maalderij                                                                                         |                       |                                  | Kortemark         | Politieke-Gevangenenstraat 9 | 51° 02′ 58″ nord, 3° 01′ 57″ est | 91065               | Téléverser                                                  |
| (nl) Twee lindes bij de erfoprit van verbouwde hoeve                                                                                                   |                       |                                  | Kortemark         | Polletstraat                 | 51° 02′ 41″ nord, 3° 03′ 01″ est | 91066               | Téléverser                                                  |
| (nl) Achteringelegen hoevesite |                       |                                  | Kortemark         | Polletstraat 10              | 51° 02′ 52″ nord, 3° 03′ 14″ est | 91067               | Téléverser                                                  |
| (nl) Boerenarbeidershuis met links ge´ncorporeerd stalletje                                                                                            |                       |                                  | Kortemark         | Sneppestraat 25              | 51° 01′ 53″ nord, 3° 02′ 03″ est | 91068               | Téléverser                                                  |
| (nl) Boerenarbeidershuis met rechts ge´ncorporeerde stalling                                                                                           |                       |                                  | Kortemark         | Sneppestraat 51              | 51° 02′ 00″ nord, 3° 01′ 58″ est | 91069               | Téléverser                                                  |
| (nl) Moderne bungalowwoning van 1968 |                       |                                  | Kortemark         | Sneppestraat 56              | 51° 01′ 59″ nord, 3° 02′ 04″ est | 91070               | Téléverser                                                  |
| (nl) Huis zogenaamd ROZENDAAL |                       |                                  | Kortemark         | Sneppestraat 63              | 51° 02′ 02″ nord, 3° 02′ 01″ est | 91071               | Téléverser                                                  |
| (nl) Betonnen brug vermoedelijk over de Grijsperrebeek                                                                                                 |                       |                                  | Kortemark         | Staatsbaan                   | 51° 01′ 25″ nord, 3° 03′ 01″ est | 91072               | Téléverser                                                  |
| (nl) Betonnen brug, in de volksmond zogenaamd de Viaduct                                                                                               |                       |                                  | Kortemark         | Staatsbaan                   | 51° 01′ 23″ nord, 3° 02′ 03″ est | 91073               | Téléverser                                                  |
| (nl) Wegcafé De Speye, daterend uit de jaren 1930-1940                                                                                                 |                       |                                  | Kortemark         | Staatsbaan 85                | 51° 01′ 19″ nord, 3° 02′ 17″ est | 91074               | Téléverser                                                  |
| (nl) Station van Kortemark |                       |                                  | Kortemark         | Stationsplein 2              | 51° 01′ 31″ nord, 3° 02′ 36″ est | 91075               | Téléverser                                                  |
| (nl) Zogenaamde Krekelbrugge over de Kreke(l)beek-Spanjaardsbeek                                                                                       |                       |                                  | Kortemark         | Stationsstraat               | 51° 01′ 32″ nord, 3° 02′ 30″ est | 91076               | Téléverser                                                  |
| (nl) Burgerhuis |                       |                                  | Kortemark         | Stationsstraat 1             | 51° 01′ 41″ nord, 3° 02′ 31″ est | 91077               | Téléverser                                                  |
| (nl) Burgerhuis van 1928 |                       |                                  | Kortemark         | Stationsstraat 5             | 51° 01′ 40″ nord, 3° 02′ 32″ est | 91078               | Téléverser                                                  |
| (nl) Voormalige herberg, naar verluidt De Hertog van Brabant                                                                                           |                       |                                  | Kortemark         | Stationsstraat 7             | 51° 01′ 40″ nord, 3° 02′ 31″ est | 91079               | Téléverser                                                  |
| (nl) Burgerhuis van ca. 1898 |                       |                                  | Kortemark         | Stationsstraat 11            | 51° 01′ 38″ nord, 3° 02′ 31″ est | 91080               | Téléverser                                                  |
| (nl) Burgerhuis |                       |                                  | Kortemark         | Stationsstraat 24            | 51° 01′ 38″ nord, 3° 02′ 27″ est | 91081               | Téléverser                                                  |
| (nl) Burgerhuis van 1897 |                       |                                  | Kortemark         | Stationsstraat 28            | 51° 01′ 37″ nord, 3° 02′ 28″ est | 91082               | Téléverser                                                  |
| (nl) Breedhuis |                       |                                  | Kortemark         | Stationsstraat 40            | 51° 01′ 36″ nord, 3° 02′ 27″ est | 91083               | Téléverser                                                  |
| (nl) Burgerhuis |                       |                                  | Kortemark         | Stationsstraat 48            | 51° 01′ 35″ nord, 3° 02′ 28″ est | 91084               | Téléverser                                                  |
| (nl) Tweewoonst |                       |                                  | Kortemark         | Stationsstraat 50            | 51° 01′ 34″ nord, 3° 02′ 28″ est | 91085               | Téléverser                                                  |
| (nl) Tweewoonst |                       |                                  | Kortemark         | Stationsstraat 52            | 51° 01′ 34″ nord, 3° 02′ 28″ est | 91085               | Téléverser                                                  |
| (nl) Voormalig Hotel de la gare tegenover het station                                                                                                  |                       |                                  | Kortemark         | Stationsstraat 51            | 51° 01′ 31″ nord, 3° 02′ 32″ est | 91086               | Téléverser                                                  |
| (nl) Burgerhuis uit de 19de eeuw |                       |                                  | Kortemark         | Stationsstraat 54            | 51° 01′ 33″ nord, 3° 02′ 28″ est | 91087               | Téléverser                                                  |
| (nl) Herenhuis zogenaamd AURORA |                       |                                  | Kortemark         | Stationsstraat 68            | 51° 01′ 31″ nord, 3° 02′ 30″ est | 91088               | Téléverser                                                  |
| (nl) Kunstwerk in de tuin van het gemeentehuis |                       |                                  | Kortemark         | Stationsstraat               | 51° 01′ 31″ nord, 3° 02′ 29″ est | 91089               | Téléverser                                                  |
| (nl) Gedenkplaat ter herinnering aan het 10de en 8/18de Linieregiment en de 4de Artillerie, bevestigd op gevel van recent politiegebouw                |                       |                                  | Kortemark         | Stationsstraat 68            |                                  | 91090               | Téléverser                                                  |
| (nl) Seinwachtershuis volgens het kadaster opgericht in 1896 op de ijzerenweg van Armentiers                                                           |                       |                                  | Kortemark         | Stationsstraat 72            |                                  | 91091               | Téléverser                                                  |
| (nl) Gemeentelijke Begraafplaats, aangelegd na de Eerste Wereldoorlog                                                                                  |                       |                                  | Kortemark         | Torhoutstraat                | 51° 01′ 46″ nord, 3° 02′ 42″ est | 91092               | Téléverser                                                  |
| (nl) Voormalige notariswoning uit het laatste kwart van de 18de eeuw                                                                                   |                       |                                  | Kortemark         | Torhoutstraat 5              | 51° 01′ 46″ nord, 3° 02′ 37″ est | 91093               | Téléverser                                                  |
| (nl) Beuk | Oui                   |                                  | Kortemark         | Torhoutstraat                | 51° 01′ 46″ nord, 3° 02′ 38″ est | 91094               | Téléverser                                                  |
| (nl) Cultureel Centrum De Beuk |                       |                                  | Kortemark         | Torhoutstraat 9              | 51° 01′ 48″ nord, 3° 02′ 35″ est | 91095               | Téléverser                                                  |
| (nl) Huis |                       |                                  | Kortemark         | Torhoutstraat 11             | 51° 01′ 50″ nord, 3° 02′ 37″ est | 91096               | Téléverser                                                  |
| (nl) Mariakapel in tuinmuur van hoekhuis uit de jaren 1950                                                                                             |                       |                                  | Kortemark         | Torhoutstraat                | 51° 01′ 45″ nord, 3° 02′ 40″ est | 91097               | Téléverser                                                  |
| (nl) Arbeidershuis zogenaamd MEUBELMAKERIJ VERLINDE ANNO 1830                                                                                          |                       |                                  | Kortemark         | Torhoutstraat 16             | 51° 01′ 46″ nord, 3° 02′ 39″ est | 91098               | Téléverser                                                  |
| (nl) Burgerhuis |                       |                                  | Kortemark         | Torhoutstraat 20             | 51° 01′ 46″ nord, 3° 02′ 40″ est | 91099               | Téléverser                                                  |
| (nl) Huis met gecementeerde lijstgevel |                       |                                  | Kortemark         | Torhoutstraat 23             | 51° 01′ 53″ nord, 3° 02′ 37″ est | 91100               | Téléverser                                                  |
| (nl) Vrijstaand huis uit het tweede kwart van de 20ste eeuw                                                                                            |                       |                                  | Kortemark         | Torhoutstraat 25             | 51° 01′ 54″ nord, 3° 02′ 37″ est | 91101               | Téléverser                                                  |
| (nl) Samenstel van burgerhuis en aansluitend lager arbeidershuisje                                                                                     |                       |                                  | Kortemark         | Torhoutstraat 26             | 51° 01′ 47″ nord, 3° 02′ 40″ est | 91102               | Téléverser                                                  |
| (nl) Samenstel van burgerhuis en aansluitend lager arbeidershuisje                                                                                     |                       |                                  | Kortemark         | Torhoutstraat 28             | 51° 01′ 47″ nord, 3° 02′ 40″ est | 91102               | Téléverser                                                  |
| (nl) Burgerhuis uit de tweede helft van de 19de eeuw                                                                                                   |                       |                                  | Kortemark         | Torhoutstraat 34             | 51° 01′ 48″ nord, 3° 02′ 40″ est | 91103               | Téléverser                                                  |
| (nl) Brandweerarsenaal uit de jaren 1960 |                       |                                  | Kortemark         | Torhoutstraat 36             | 51° 01′ 49″ nord, 3° 02′ 39″ est | 91104               | Téléverser                                                  |
| (nl) Onze-Lieve-Vrouwkapel |                       |                                  | Kortemark         | Torhoutstraat                | 51° 01′ 50″ nord, 3° 02′ 38″ est | 91105               | Téléverser                                                  |
| (nl) Gemeenteschool gebouwd ca. 1873 |                       |                                  | Kortemark         | Torhoutstraat 40             | 51° 01′ 49″ nord, 3° 02′ 39″ est | 91106               | Téléverser                                                  |
| (nl) Villa van ca. 1936 in smal parallelstraatje |                       |                                  | Kortemark         | Torhoutstraat 50             | 51° 01′ 50″ nord, 3° 02′ 44″ est | 91107               | Téléverser                                                  |
| (nl) Arbeidershuisje |                       |                                  | Kortemark         | Torhoutstraat 62             | 51° 01′ 54″ nord, 3° 02′ 39″ est | 91108               | Téléverser                                                  |
| (nl) Arbeidershuisje van ca. 1927 |                       |                                  | Kortemark         | Torhoutstraat 64             | 51° 01′ 55″ nord, 3° 02′ 39″ est | 91109               | Téléverser                                                  |
| (nl) Aan de straat gelegen boerenarbeidershuis met aanpalende stal en cichorei-ast                                                                     |                       |                                  | Kortemark         | Torhoutstraat 70             | 51° 01′ 56″ nord, 3° 02′ 40″ est | 91110               | Téléverser                                                  |
| (nl) Kleine hoeve op een spits hoekperceel gelegen |                       |                                  | Kortemark         | Torhoutstraat 83             | 51° 02′ 09″ nord, 3° 02′ 52″ est | 91111               | Téléverser                                                  |
| (nl) Vrijstaand huis in tuin gelegen |                       |                                  | Kortemark         | Torhoutstraat 89             | 51° 02′ 18″ nord, 3° 03′ 06″ est | 91112               | Téléverser                                                  |
| (nl) Huis |                       |                                  | Kortemark         | Torhoutstraat 100            | 51° 02′ 03″ nord, 3° 02′ 49″ est | 91113               | Téléverser                                                  |
| (nl) Huis met aansluitende schuur/ stalling |                       |                                  | Kortemark         | Torhoutstraat 122            | 51° 02′ 23″ nord, 3° 03′ 20″ est | 91114               | Téléverser                                                  |
| (nl) Licht achterin gelegen hoeve |                       |                                  | Kortemark         | Vijfhuishoekstraat 4         | 51° 01′ 55″ nord, 3° 03′ 37″ est | 91115               | Téléverser                                                  |
| (nl) Hoeve met datering van het huis ca. 1826 |                       |                                  | Kortemark         | Vijfhuishoekstraat 8         | 51° 02′ 03″ nord, 3° 03′ 48″ est | 91116               | Téléverser                                                  |
| (nl) Hoeve uit de wederopbouwperiode |                       |                                  | Kortemark         | Vijfhuishoekstraat 15        | 51° 01′ 52″ nord, 3° 03′ 25″ est | 91117               | Téléverser                                                  |
| (nl) Onze-Lieve-Vrouwkapel bij erftoegang van hoeve |                       |                                  | Kortemark         | Vijfhuishoekstraat           | 51° 01′ 52″ nord, 3° 03′ 28″ est | 91118               | Téléverser                                                  |
| (nl) Zogenaamd Kapelhof |                       |                                  | Kortemark         | Vijfhuishoekstraat 17        | 51° 01′ 55″ nord, 3° 03′ 28″ est | 91119               | Téléverser                                                  |
| (nl) Bungalowwoning zogenaamd Wilgenhof |                       |                                  | Kortemark         | Wilgenlaan 4                 | 51° 01′ 43″ nord, 3° 02′ 07″ est | 91120               | Téléverser                                                  |
| (nl) Zogenaamde woning Talpe of villa Ter Wilgen |                       |                                  | Kortemark         | Wilgenlaan 26                | 51° 01′ 36″ nord, 3° 02′ 06″ est | 91121               | Téléverser                                                  |
| (nl) Hoeve met eind 18de-eeuwse kern |                       |                                  | Kortemark         | Zandstraat 2                 | 51° 01′ 01″ nord, 3° 01′ 17″ est | 91122               | Téléverser                                                  |
| (nl) Hoeve zogenaamd 'S RAEVENS HEERLIJKHEID |                       |                                  | Kortemark         | Zandstraat 3                 | 51° 01′ 05″ nord, 3° 01′ 17″ est | 91123               | Téléverser                                                  |
| (nl) Pijlerkapel, toegewijd aan Onze-Lieve-Vrouw van Lourdes                                                                                           |                       |                                  | Handzame          | Amersveldestraat             | 51° 00′ 40″ nord, 3° 00′ 54″ est | 91126               | Téléverser                                                  |
| (nl) Lage boerenarbeiderswoning met links aansluitend nutsgebouw                                                                                       |                       |                                  | Handzame          | Amersveldestraat 135         | 51° 00′ 40″ nord, 3° 00′ 46″ est | 91127               | Téléverser                                                  |
| (nl) Kleine achterin gelegen hoeve |                       |                                  | Handzame          | Amersveldestraat 168         | 51° 00′ 40″ nord, 2° 59′ 15″ est | 91128               | Téléverser                                                  |
| (nl) Elektriciteitscabine |                       |                                  | Handzame          | Amersveldestraat             | 51° 00′ 36″ nord, 2° 59′ 24″ est | 91129               | Téléverser                                                  |
| (nl) Kapel |                       |                                  | Handzame          | Amersveldestraat             | 51° 00′ 39″ nord, 2° 59′ 02″ est | 91130               | Téléverser                                                  |
| (nl) In kern 19de-eeuwse lage woning |                       |                                  | Handzame          | Amersveldestraat 199         | 51° 00′ 37″ nord, 2° 59′ 03″ est | 91131               | Téléverser                                                  |
| (nl) Zogenaamd Amersveldekruis |                       |                                  | Handzame          | Amersveldestraat 201         | 51° 00′ 38″ nord, 2° 58′ 59″ est | 91132               | Téléverser                                                  |
| (nl) In kern 19de-eeuws huis |                       |                                  | Handzame          | Amersveldestraat 203         | 51° 00′ 38″ nord, 2° 58′ 59″ est | 91133               | Téléverser                                                  |
| (nl) Boerenarbeidershuis |                       |                                  | Handzame          | Amersveldestraat 219         | 51° 00′ 41″ nord, 2° 58′ 47″ est | 91134               | Téléverser                                                  |
| (nl) Aan de straat gelegen hoeve uit de wederopbouwperiode van de jaren 1920                                                                           |                       |                                  | Handzame          | Amersveldestraat 221         | 51° 00′ 42″ nord, 2° 58′ 41″ est | 91135               | Téléverser                                                  |
| (nl) Hoeve uit de wederopbouwperiode van de jaren 1920                                                                                                 |                       |                                  | Handzame          | Amersveldestraat 223         | 51° 00′ 43″ nord, 2° 58′ 38″ est | 91136               | Téléverser                                                  |
| (nl) Mariakapel |                       |                                  | Handzame          | Beekstraat                   | 51° 01′ 43″ nord, 3° 00′ 12″ est | 91137               | Téléverser                                                  |
| (nl) Boerenarbeidershuis |                       |                                  | Handzame          | Beekstraat 1                 | 51° 01′ 42″ nord, 3° 00′ 11″ est | 91138               | Téléverser                                                  |
| (nl) Zogenaamde hoeve Ampe of hoeve Posthoorn |                       |                                  | Handzame          | Brouckstraat 4               | 51° 00′ 56″ nord, 2° 59′ 11″ est | 91139               | Téléverser                                                  |
| (nl) Kapel toegewijd aan Onze-Lieve-Vrouw van Lourdes                                                                                                  |                       |                                  | Handzame          | Brouckstraat                 | 51° 00′ 55″ nord, 2° 59′ 14″ est | 91140               | Téléverser                                                  |
| (nl) Hoeve, deels met bewaarde 19de-eeuwse bestanddelen                                                                                                |                       |                                  | Handzame          | Brouckstraat 6               | 51° 00′ 46″ nord, 2° 59′ 11″ est | 91141               | Téléverser                                                  |
| (nl) Vrijstaande lage woning |                       |                                  | Handzame          | Brouckstraat 12              | 51° 00′ 42″ nord, 2° 59′ 07″ est | 91142               | Téléverser                                                  |
| (nl) Halfvrijstaande woning op hoek met Schoolwegel |                       |                                  | Handzame          | Edewallestraat 2             | 51° 01′ 34″ nord, 3° 00′ 14″ est | 91143               | Téléverser                                                  |
| (nl) Woning met aanpalend nutsgebouw |                       |                                  | Handzame          | Edewallestraat 3             | 51° 01′ 35″ nord, 3° 00′ 12″ est | 91144               | Téléverser                                                  |
| (nl) Burgerhuis |                       |                                  | Handzame          | Edewallestraat 7             | 51° 01′ 37″ nord, 3° 00′ 12″ est | 91145               | Téléverser                                                  |
| (nl) Woonhuis |                       |                                  | Handzame          | Edewallestraat 11            | 51° 01′ 37″ nord, 3° 00′ 11″ est | 91146               | Téléverser                                                  |
| (nl) Diepergelegen herenwoning |                       |                                  | Handzame          | Edewallestraat 12            | 51° 01′ 35″ nord, 3° 00′ 16″ est | 91147               | Téléverser                                                  |
| (nl) Halfvrijstaande tweewoonst |                       |                                  | Handzame          | Edewallestraat 13            | 51° 01′ 38″ nord, 3° 00′ 12″ est | 91148               | Téléverser                                                  |
| (nl) Halfvrijstaande tweewoonst |                       |                                  | Handzame          | Edewallestraat 15            | 51° 01′ 38″ nord, 3° 00′ 12″ est | 91148               | Téléverser                                                  |
| (nl) Halfvrijstaand woonhuis |                       |                                  | Handzame          | Edewallestraat 17            | 51° 01′ 38″ nord, 3° 00′ 12″ est | 91149               | Téléverser                                                  |
| (nl) Burgerhuis |                       |                                  | Handzame          | Edewallestraat 18            | 51° 01′ 37″ nord, 3° 00′ 14″ est | 91150               | Téléverser                                                  |
| (nl) Zogenaamd Huis Victor Ampe |                       |                                  | Handzame          | Edewallestraat 22            | 51° 01′ 38″ nord, 3° 00′ 15″ est | 91151               | Téléverser                                                  |
| (nl) Zogenaamde Woning Dewulf | Oui                   |                                  | Handzame          | Edewallestraat 24            | 51° 01′ 39″ nord, 3° 00′ 15″ est | 91152               | Téléverser                                                  |
| (nl) Voormalig RUSTOORD SINT-JAN DE DEO |                       |                                  | Handzame          | Edewallestraat 37            | 51° 01′ 45″ nord, 3° 00′ 15″ est | 91153               | Téléverser                                                  |
| (nl) Elektriciteitscabine |                       |                                  | Handzame          | Edewallestraat               | 51° 01′ 44″ nord, 3° 00′ 19″ est | 91154               | Téléverser                                                  |
| (nl) Gemeentelijke Begraafplaats |                       |                                  | Handzame          | Edewallestraat               | 51° 01′ 43″ nord, 3° 00′ 20″ est | 91155               | Téléverser                                                  |
| (nl) Laag arbeidershuisje van 1921 |                       |                                  | Handzame          | Edewallestraat 44            | 51° 01′ 42″ nord, 3° 00′ 21″ est | 91156               | Téléverser                                                  |
| (nl) Vrijstaande Onze-Lieve-Vrouwkapel |                       |                                  | Handzame          | Edewallestraat               | 51° 01′ 52″ nord, 3° 00′ 24″ est | 91157               | Téléverser                                                  |
| (nl) Wederopbouwhoeve (jaren 1920) |                       |                                  | Handzame          | Edewallestraat 57            | 51° 01′ 53″ nord, 3° 00′ 23″ est | 91158               | Téléverser                                                  |
| (nl) Mariakapel ca. 1978 |                       |                                  | Handzame          | Edewallestraat               | 51° 02′ 30″ nord, 3° 00′ 23″ est | 91159               | Téléverser                                                  |
| (nl) Diephuis met trapgevel |                       |                                  | Handzame          | Edewallestraat 109           | 51° 02′ 45″ nord, 3° 00′ 31″ est | 91160               | Téléverser                                                  |
| (nl) Laag boerenarbeidershuis |                       |                                  | Handzame          | Edewallestraat 125           | 51° 03′ 01″ nord, 3° 00′ 40″ est | 91161               | Téléverser                                                  |
| (nl) Lage tweewoonst van (boeren)arbeidershuizen met links ge´ncorporeerde schuur en stalling                                                          |                       |                                  | Handzame          | Edewallestraat 128           |                                  | 91162               | Téléverser                                                  |
| (nl) Lage tweewoonst van (boeren)arbeidershuizen met links ge´ncorporeerde schuur en stalling                                                          |                       |                                  | Handzame          | Edewallestraat 130           |                                  | 91162               | Téléverser                                                  |
| (nl) Kleine hoeve |                       |                                  | Handzame          | Gouden-Hoofdstraat 12        | 51° 01′ 04″ nord, 2° 59′ 38″ est | 91163               | Téléverser                                                  |
| (nl) Boerenarbeidershuis uit de wederopbouwperiode van de jaren 1920                                                                                   |                       |                                  | Handzame          | Amersveldestraat 187         | 51° 00′ 37″ nord, 2° 59′ 17″ est | 91164               | Téléverser                                                  |
| (nl) Lage boerenarbeiderswoning |                       |                                  | Handzame          | Gouden-Hoofdstraat 32        | 51° 00′ 57″ nord, 2° 59′ 27″ est | 91165               | Téléverser                                                  |
| (nl) Vrijstaande Onze-Lieve-Vrouwkapel op de hoek met een landweg                                                                                      |                       |                                  | Handzame          | Gouden-Hoofdstraat           | 51° 00′ 56″ nord, 2° 59′ 25″ est | 91166               | Téléverser                                                  |
| (nl) Onze-Lieve-Vrouwkapel |                       |                                  | Handzame          | Gouden-Hoofdstraat           | 51° 01′ 05″ nord, 2° 59′ 49″ est | 91167               | Téléverser                                                  |
| (nl) Hoeve met 19de-eeuwse kern |                       |                                  | Handzame          | Gouden-Hoofdstraat 41        | 51° 00′ 52″ nord, 2° 58′ 49″ est | 91168               | Téléverser                                                  |
| (nl) Pijlerkapelletje toegewijd aan Onze-Lieve-Vrouw                                                                                                   |                       |                                  | Handzame          | Gouden-Hoofdstraat           | 51° 01′ 01″ nord, 2° 59′ 38″ est | 91169               | Téléverser                                                  |
| (nl) Laag hoekhuis |                       |                                  | Handzame          | Groenestraat 2               | 51° 01′ 09″ nord, 3° 00′ 15″ est | 91170               | Téléverser                                                  |
| (nl) Boerenhuis van vroegere molenaarshoeve bij de site van de verdwenen Abeelemolen                                                                   |                       |                                  | Handzame          | Groenestraat 7               | 51° 00′ 58″ nord, 3° 00′ 24″ est | 91171               | Téléverser                                                  |
| (nl) Hoevesite met enkele losse bestanddelen in een boomgaard gelegen                                                                                  |                       |                                  | Handzame          | Groenestraat 16              | 51° 01′ 02″ nord, 3° 00′ 13″ est | 91172               | Téléverser                                                  |
| (nl) Mariakapel op het gehucht Kruistraat |                       |                                  | Handzame          | Groenestraat                 | 51° 00′ 41″ nord, 3° 00′ 26″ est | 91173               | Téléverser                                                  |
| (nl) 19de-eeuws boerenarbeidershuis |                       |                                  | Handzame          | Groenestraat 36              | 51° 00′ 43″ nord, 3° 00′ 25″ est | 91174               | Téléverser                                                  |
| (nl) Achteringelegen hoeve, heropbouwd in de decennia na de Eerste Wereldoorlog                                                                        |                       |                                  | Handzame          | Groenestraat 37              | 51° 00′ 24″ nord, 3° 00′ 47″ est | 91175               | Téléverser                                                  |
| (nl) 19de-eeuwse hoeve met boerenhuis en schuur in L-vormige opstelling                                                                                |                       |                                  | Handzame          | Groenestraat 72              | 50° 59′ 55″ nord, 3° 01′ 02″ est | 91176               | Téléverser                                                  |
| (nl) Wederopbouwhoeve |                       |                                  | Handzame          | Groenestraat 74              | 50° 59′ 52″ nord, 3° 00′ 57″ est | 91177               | Téléverser                                                  |
| (nl) Kleine hoeve |                       |                                  | Handzame          | Handzaamse Nieuwstraat 4     | 51° 01′ 40″ nord, 3° 00′ 03″ est | 91178               | Téléverser                                                  |
| (nl) Halfvrijstaande burgerwoning |                       |                                  | Handzame          | Handzaamse Nieuwstraat 6     | 51° 01′ 41″ nord, 3° 00′ 04″ est | 91179               | Téléverser                                                  |
| (nl) Parochiekerk toegewijd aan Sint-Hadrianus |                       |                                  | Handzame          | Handzameplein                | 51° 01′ 33″ nord, 3° 00′ 09″ est | 91180               | (nl) Parochiekerk toegewijd aan Sint-Hadrianus              |
| (nl) Witstenen Heilig Hartbeeld |                       |                                  | Handzame          | Handzameplein                | 51° 01′ 32″ nord, 3° 00′ 10″ est | 91181               | Téléverser                                                  |
| (nl) Oorlogsgedenkteken voor de militaire en de burgerlijke slachtoffers van de Eerste en de Tweede Wereldoorlog, van Handzame en het gehucht Edewalle |                       |                                  |                   | Handzameplein                |                                  | 91182               | Téléverser                                                  |
| (nl) Voormalig gemeentehuis |                       |                                  | Handzame          | Handzameplein 1              | 51° 01′ 33″ nord, 3° 00′ 13″ est | 91183               | Téléverser                                                  |
| (nl) Bronzen gedenkplaat voor het 20ste Linieregiment van de Eerste Wereldoorlog in de gevel van het voormalige gemeentehuis                           |                       |                                  | Handzame          | Handzameplein 1              |                                  | 91184               | Téléverser                                                  |
| (nl) Hoekpand met achterliggend nutsgebouw |                       |                                  | Handzame          | Handzameplein 2              | 51° 01′ 32″ nord, 3° 00′ 13″ est | 91185               | Téléverser                                                  |
| (nl) Halfvrijstaande woning daterend van voor 1829 |                       |                                  | Handzame          | Handzameplein 3              | 51° 01′ 32″ nord, 3° 00′ 13″ est | 91186               | Téléverser                                                  |
| (nl) Burgerhuis en herberg zogenaamd 't Bloemenhof |                       |                                  | Handzame          | Handzameplein 8              | 51° 01′ 31″ nord, 3° 00′ 13″ est | 91187               | Téléverser                                                  |
| (nl) Eenheidsbebouwing van twee woonhuizen |                       |                                  | Handzame          | Handzameplein 10             | 51° 01′ 30″ nord, 3° 00′ 12″ est | 91188               | Téléverser                                                  |
| (nl) Eenheidsbebouwing van twee woonhuizen |                       |                                  | Handzame          | Handzameplein 9              | 51° 01′ 30″ nord, 3° 00′ 12″ est | 91188               | Téléverser                                                  |
| (nl) Herenwoning met imposante achterliggende bedrijfsgebouwen                                                                                         |                       |                                  | Handzame          | Handzameplein 11             | 51° 01′ 30″ nord, 3° 00′ 11″ est | 91189               | Téléverser                                                  |
| (nl) Voormalige (onder)pastorie, gelegen op hoek tegenover de Sint-Hadrianuskerk                                                                       |                       |                                  | Handzame          | Handzameplein 12             | 51° 01′ 32″ nord, 3° 00′ 09″ est | 91190               | Téléverser                                                  |
| (nl) Voormalige berging voor processiemateriaal |                       |                                  | Handzame          | Handzameplein                | 51° 01′ 32″ nord, 3° 00′ 07″ est | 91191               | Téléverser                                                  |
| (nl) Dorpspomp |                       |                                  | Handzame          | Handzameplein                | 51° 01′ 32″ nord, 3° 00′ 09″ est | 91192               | Téléverser                                                  |
| (nl) Burgerhuis uit het eerste kwart van de 20ste eeuw                                                                                                 |                       |                                  | Handzame          | Handzameplein 21             | 51° 01′ 34″ nord, 3° 00′ 08″ est | 91193               | Téléverser                                                  |
| (nl) Halfvrijstaand pand opgetrokken als winkel-/ woonhuis en herberg Het Damberd                                                                      |                       |                                  | Handzame          | Handzameplein 26             | 51° 01′ 33″ nord, 3° 00′ 11″ est | 91194               | Téléverser                                                  |
| (nl) Vrijstaand woonhuis op hoek met Werkenstraat |                       |                                  | Handzame          | Handzameplein 27             | 51° 01′ 34″ nord, 3° 00′ 11″ est | 91195               | Téléverser                                                  |
| (nl) Halfvrijstaande, lage arbeiderswoning |                       |                                  | Handzame          | Handzamestraat 121           | 51° 01′ 31″ nord, 3° 00′ 37″ est | 91196               | Téléverser                                                  |
| (nl) Tweewoonst uit de wederopbouwperiode van de jaren 1920                                                                                            |                       |                                  | Handzame          | Handzamestraat 124           | 51° 01′ 32″ nord, 3° 00′ 41″ est | 91197               | Téléverser                                                  |
| (nl) Tweewoonst uit de wederopbouwperiode van de jaren 1920                                                                                            |                       |                                  | Handzame          | Handzamestraat 126           | 51° 01′ 32″ nord, 3° 00′ 41″ est | 91197               | Téléverser                                                  |
| (nl) Samenstel van twee lage arbeiderswoningen |                       |                                  | Handzame          | Handzamestraat 158           | 51° 01′ 31″ nord, 3° 00′ 23″ est | 91198               | Téléverser                                                  |
| (nl) Samenstel van twee lage arbeiderswoningen |                       |                                  | Handzame          | Handzamestraat 160           | 51° 01′ 31″ nord, 3° 00′ 23″ est | 91198               | Téléverser                                                  |
| (nl) Vrijstaand herenhuis |                       |                                  | Handzame          | Handzamestraat 159           | 51° 01′ 29″ nord, 3° 00′ 22″ est | 91199               | Téléverser                                                  |
| (nl) Halfvrijstaand woonhuis |                       |                                  | Handzame          | Handzamestraat 165           | 51° 01′ 30″ nord, 3° 00′ 19″ est | 91200               | Téléverser                                                  |
| (nl) Lage arbeiderswoning |                       |                                  | Handzame          | Handzamestraat 167           | 51° 01′ 31″ nord, 3° 00′ 18″ est | 91201               | Téléverser                                                  |
| (nl) Halfvrijstaand woonhuis met achterliggend nutsgebouw                                                                                              |                       |                                  | Handzame          | Handzamestraat 168           | 51° 01′ 32″ nord, 3° 00′ 21″ est | 91202               | Téléverser                                                  |
| (nl) Lage arbeiderswoning gebouwd in 1922 |                       |                                  | Handzame          | Handzamestraat 170           | 51° 01′ 32″ nord, 3° 00′ 21″ est | 91203               | Téléverser                                                  |
| (nl) Laag woon-/winkelhuis |                       |                                  | Handzame          | Handzamestraat 173           | 51° 01′ 31″ nord, 3° 00′ 16″ est | 91204               | Téléverser                                                  |
| (nl) Vrijstaand burgerhuis door middel van jaarsteen ANNO 1923 gedateerd                                                                               |                       |                                  | Handzame          | Handzamestraat 176           | 51° 01′ 32″ nord, 3° 00′ 18″ est | 91205               | Téléverser                                                  |
| (nl) Tweewoonst met voortuin |                       |                                  | Handzame          | Handzamestraat 178           | 51° 01′ 33″ nord, 3° 00′ 17″ est | 91206               | Téléverser                                                  |
| (nl) Tweewoonst met voortuin |                       |                                  | Handzame          | Handzamestraat 180           | 51° 01′ 33″ nord, 3° 00′ 17″ est | 91206               | Téléverser                                                  |
| (nl) Kapel toegewijd aan Onze-Lieve-Vrouw van Troost                                                                                                   |                       |                                  | Handzame          | Handzamestraat               | 51° 01′ 31″ nord, 3° 00′ 47″ est | 91207               | Téléverser                                                  |
| (nl) Achteringelegen hoeve |                       |                                  | Handzame          | Hazewindstraat 2             | 51° 00′ 10″ nord, 2° 59′ 35″ est | 91208               | Téléverser                                                  |
| (nl) Hoeve, grotendeels met wederopbouwkarakter van de jaren 1920                                                                                      |                       |                                  | Handzame          | Hazewindstraat 5             | 50° 59′ 57″ nord, 3° 00′ 07″ est | 91209               | Téléverser                                                  |
| (nl) 19de-eeuwse hoevesite hersteld na de Eerste Wereldoorlog                                                                                          |                       |                                  | Handzame          | Hazewindstraat 10            | 50° 59′ 51″ nord, 3° 00′ 20″ est | 91210               | Téléverser                                                  |
| (nl) Mariakapel |                       |                                  | Handzame          | Hemelstraat                  | 51° 02′ 03″ nord, 2° 59′ 19″ est | 91211               | Téléverser                                                  |
| (nl) Hoeve uit de wederopbouwperiode van de jaren 1920                                                                                                 |                       |                                  | Handzame          | Hemelstraat 3                | 51° 02′ 06″ nord, 2° 59′ 19″ est | 91212               | Téléverser                                                  |
| (nl) Elektriciteitscabine uit het eerste kwart van de 20ste eeuw                                                                                       |                       |                                  | Handzame          | Koekelarestraat              | 51° 03′ 07″ nord, 3° 00′ 53″ est | 91213               | Téléverser                                                  |
| (nl) Lage, vrijstaande boerenarbeiderswoning met ge´ncorporeerde stalling                                                                              |                       |                                  | Handzame          | Koekelarestraat 73           | 51° 03′ 08″ nord, 3° 00′ 54″ est | 91214               | Téléverser                                                  |
| (nl) Lage tweewoonst met aanpalend werkhuis |                       |                                  | Handzame          | Koekelarestraat 74           | 51° 03′ 14″ nord, 3° 00′ 52″ est | 91215               | Téléverser                                                  |
| (nl) Lage tweewoonst met aanpalend werkhuis |                       |                                  | Handzame          | Koekelarestraat 76           | 51° 03′ 14″ nord, 3° 00′ 52″ est | 91215               | Téléverser                                                  |
| (nl) Vrijstaande villa uit de interbellumperiode |                       |                                  | Handzame          | Koekelarestraat 93           | 51° 03′ 24″ nord, 3° 00′ 36″ est | 91216               | Téléverser                                                  |
| (nl) Pastorie en Vlaams Centrum voor Genealogie en Heraldiek                                                                                           |                       |                                  | Handzame          | Kronevoordestraat 2          | 51° 01′ 31″ nord, 3° 00′ 09″ est | 91217               | Téléverser                                                  |
| (nl) Telefooncentrale van de toenmalige Regie van Telegraaf en Telefoon                                                                                |                       |                                  | Handzame          | Kronevoordestraat            | 51° 01′ 27″ nord, 3° 00′ 10″ est | 91218               | Téléverser                                                  |
| (nl) Halfvrijstaand burgerhuis |                       |                                  | Handzame          | Kronevoordestraat 6          | 51° 01′ 29″ nord, 3° 00′ 09″ est | 91219               | Téléverser                                                  |
| (nl) Rechts vrijstaand burgerhuis |                       |                                  | Handzame          | Kronevoordestraat 9          | 51° 01′ 26″ nord, 3° 00′ 11″ est | 91220               | Téléverser                                                  |
| (nl) Huis uit het tweede kwart van de 20ste eeuw |                       |                                  | Handzame          | Kronevoordestraat 11         | 51° 01′ 26″ nord, 3° 00′ 11″ est | 91221               | Téléverser                                                  |
| (nl) Voormalige herberg/ woonhuis met achterliggend nutsgebouw en ast                                                                                  |                       |                                  | Handzame          | Kronevoordestraat 13         | 51° 01′ 25″ nord, 3° 00′ 12″ est | 91222               | Téléverser                                                  |
| (nl) Zogenaamde CROONEVOORDEBRUG |                       |                                  | Handzame          | Kronevoordestraat            | 51° 01′ 25″ nord, 3° 00′ 10″ est | 91223               | Téléverser                                                  |
| (nl) Burgerhuis |                       |                                  | Handzame          | Kronevoordestraat 14         | 51° 01′ 28″ nord, 3° 00′ 09″ est | 91224               | Téléverser                                                  |
| (nl) Mariabeeld tegen gevel van nr. 19 |                       |                                  | Handzame          | Kronevoordestraat 19         | 51° 01′ 23″ nord, 3° 00′ 13″ est | 91225               | Téléverser                                                  |
| (nl) Woonhuis |                       |                                  | Handzame          | Kronevoordestraat 23         | 51° 01′ 22″ nord, 3° 00′ 12″ est | 91226               | Téléverser                                                  |
| (nl) Lage woning |                       |                                  | Handzame          | Kronevoordestraat 25         | 51° 01′ 22″ nord, 3° 00′ 13″ est | 91227               | Téléverser                                                  |
| (nl) Huis |                       |                                  | Handzame          | Kronevoordestraat 56         | 51° 01′ 20″ nord, 3° 00′ 11″ est | 91228               | Téléverser                                                  |
| (nl) Historische hoeve zogenaamd Watervliet |                       |                                  | Handzame          | Kronevoordestraat 59         | 51° 01′ 18″ nord, 3° 00′ 27″ est | 91229               | Téléverser                                                  |
| (nl) Historische hoeve zogenaamd Kronevoorde |                       |                                  | Handzame          | Kronevoordestraat 60         | 51° 01′ 18″ nord, 3° 00′ 07″ est | 91230               | Téléverser                                                  |
| (nl) Schoolgebouw uit de wederopbouwperiode van de jaren 1920                                                                                          |                       |                                  | Handzame          | Kronevoordestraat 62         | 51° 01′ 17″ nord, 3° 00′ 11″ est | 91231               | Téléverser                                                  |
| (nl) Samenstel van drie woningen |                       |                                  | Handzame          | Kronevoordestraat 63         | 51° 01′ 14″ nord, 3° 00′ 20″ est | 91232               | Téléverser                                                  |
| (nl) Samenstel van drie woningen |                       |                                  | Handzame          | Kronevoordestraat 65         | 51° 01′ 14″ nord, 3° 00′ 20″ est | 91232               | Téléverser                                                  |
| (nl) Samenstel van drie woningen |                       |                                  | Handzame          | Kronevoordestraat 69         | 51° 01′ 14″ nord, 3° 00′ 20″ est | 91232               | Téléverser                                                  |
| (nl) Halfvrijstaande woning met bijhorend werkhuis |                       |                                  | Handzame          | Kronevoordestraat 66         | 51° 01′ 13″ nord, 3° 00′ 14″ est | 91233               | Téléverser                                                  |
| (nl) Vrijstaand burgerhuis |                       |                                  | Handzame          | Kronevoordestraat 68         | 51° 01′ 13″ nord, 3° 00′ 14″ est | 91234               | Téléverser                                                  |
| (nl) Woning |                       |                                  | Handzame          | Kronevoordestraat 72         | 51° 01′ 12″ nord, 3° 00′ 13″ est | 91235               | Téléverser                                                  |
| (nl) Halfvrijstaande woning |                       |                                  | Handzame          | Kronevoordestraat 78         | 51° 01′ 11″ nord, 3° 00′ 14″ est | 91236               | Téléverser                                                  |
| (nl) Stationsgebouw van 1894 |                       |                                  | Handzame          | Kronevoordestraat 81         | 51° 01′ 15″ nord, 3° 00′ 16″ est | 91237               | Téléverser                                                  |
| (nl) Links vrijstaand burgerhuis |                       |                                  | Handzame          | Kronevoordestraat 83A        | 51° 01′ 11″ nord, 3° 00′ 18″ est | 91238               | Téléverser                                                  |
| (nl) Voormalige herberg Den Drieweg |                       |                                  | Handzame          | Makeveldstraat 1             | 51° 02′ 57″ nord, 3° 00′ 46″ est | 91239               | Téléverser                                                  |
| (nl) Mogelijk voormalige herberg |                       |                                  | Handzame          | Pastoor D.Vanhautestraat 5   | 51° 03′ 13″ nord, 3° 00′ 54″ est | 91240               | Téléverser                                                  |
| (nl) Pastorie |                       |                                  | Handzame          | Pastoor D.Vanhautestraat 10  | 51° 03′ 12″ nord, 3° 00′ 58″ est | 91241               | Téléverser                                                  |
| (nl) Bronzen gedenkplaat voor priester-dichter Delfien Vanhaute (1869-1944)                                                                            |                       |                                  | Handzame          | Pastoor D.Vanhautestraat 10  | 51° 03′ 12″ nord, 3° 00′ 00″ est | 91242               | Téléverser                                                  |
| (nl) Niet geor´enteerde parochiekerk toegewijd aan Onze-Lieve-Vrouw-Hemelvaart                                                                         |                       |                                  | Handzame          | Pastoor D.Vanhautestraat     | 51° 03′ 13″ nord, 3° 00′ 00″ est | 91243               | Téléverser                                                  |
| (nl) Kerkhof gelegen aan de vier zijden van de Onze-Lieve-Vrouw-Hemelvaartkerk                                                                         |                       |                                  | Handzame          | Pastoor D.Vanhautestraat     | 51° 03′ 13″ nord, 3° 00′ 36″ est | 91244               | Téléverser                                                  |
| (nl) School en voormalig klooster, zogenaamd School van Sint-Charles                                                                                   |                       |                                  | Handzame          | Pastoor D.Vanhautestraat 12  | 51° 03′ 14″ nord, 3° 01′ 01″ est | 91245               | Téléverser                                                  |
| (nl) Vrijstaand laag huis |                       |                                  | Handzame          | Pastoor D.Vanhautestraat 29  | 51° 03′ 17″ nord, 3° 01′ 04″ est | 91246               | Téléverser                                                  |
| (nl) Boerenarbeidershuis |                       |                                  | Handzame          | Pastoor D.Vanhautestraat 39  | 51° 03′ 22″ nord, 3° 01′ 12″ est | 91247               | Téléverser                                                  |
| (nl) Boerenarbeidershuis met rechts ge´ncorporeerde stalling                                                                                           |                       |                                  | Handzame          | Ruidenbergstraat 3           | 51° 03′ 41″ nord, 3° 01′ 04″ est | 91248               | Téléverser                                                  |
| (nl) Mariakapel |                       |                                  | Handzame          | Ruidenbergstraat             | 51° 03′ 57″ nord, 3° 01′ 01″ est | 91249               | Téléverser                                                  |
| (nl) Tweewoonst van arbeiderswoningen |                       |                                  | Handzame          | Sacramentstraat 2            | 51° 01′ 45″ nord, 2° 59′ 56″ est | 91250               | Téléverser                                                  |
| (nl) Tweewoonst van arbeiderswoningen |                       |                                  | Handzame          | Sacramentstraat 4            | 51° 01′ 45″ nord, 2° 59′ 56″ est | 91250               | Téléverser                                                  |
| (nl) Vrijstaande, lage tweewoonst met achterliggend landgebouw                                                                                         |                       |                                  | Handzame          | Schaakstraat 9               | 51° 02′ 27″ nord, 3° 00′ 21″ est | 91251               | Téléverser                                                  |
| (nl) Vrijstaande, lage arbeiderswoning |                       |                                  | Handzame          | Schoolwegel 1                | 51° 01′ 34″ nord, 3° 00′ 17″ est | 91252               | Téléverser                                                  |
| (nl) Vrijstaande, lage arbeiderswoning |                       |                                  | Handzame          | Schoolwegel 2                | 51° 01′ 33″ nord, 3° 00′ 15″ est | 91253               | Téléverser                                                  |
| (nl) Lage arbeiderswoning |                       |                                  | Handzame          | Schoolwegel 4                | 51° 01′ 32″ nord, 3° 00′ 22″ est | 91254               | Téléverser                                                  |
| (nl) Laag huis opgetrokken in een traditionele regionalistische stijl                                                                                  |                       |                                  | Handzame          | Schoolwegel 5                | 51° 01′ 33″ nord, 3° 00′ 22″ est | 91255               | Téléverser                                                  |
| (nl) Vrijstaande Mariakapel |                       |                                  | Handzame          | Slommestraat                 | 51° 00′ 45″ nord, 2° 59′ 53″ est | 91256               | Téléverser                                                  |
| (nl) Hoeve zogenaamd 'T HOF 'T SLOMMEKE |                       |                                  | Handzame          | Slommestraat 4               | 51° 00′ 44″ nord, 2° 59′ 34″ est | 91257               | Téléverser                                                  |
| (nl) 18de-eeuwse boerenhuis |                       |                                  | Handzame          | Slommestraat 12              | 51° 00′ 45″ nord, 2° 59′ 24″ est | 91258               | Téléverser                                                  |
| (nl) Voormalige herberg zogenaamd De Korte Wandeling                                                                                                   |                       |                                  | Handzame          | Staatsbaan 181               | 51° 01′ 09″ nord, 3° 00′ 18″ est | 91259               | Téléverser                                                  |
| (nl) Voormalige herberg zogenaamd De Korte Wandeling                                                                                                   |                       |                                  | Handzame          | Staatsbaan 183               | 51° 01′ 09″ nord, 3° 00′ 18″ est | 91259               | Téléverser                                                  |
| (nl) Voormalige herberg zogenaamd De Korte Wandeling                                                                                                   |                       |                                  | Handzame          | Staatsbaan 185               | 51° 01′ 09″ nord, 3° 00′ 18″ est | 91259               | Téléverser                                                  |
| (nl) Voormalige herberg zogenaamd De Korte Wandeling                                                                                                   |                       |                                  | Handzame          | Staatsbaan 187               | 51° 01′ 09″ nord, 3° 00′ 18″ est | 91259               | Téléverser                                                  |
| (nl) Achteringelegen 19de-eeuws boerenarbeidershuis |                       |                                  | Handzame          | Vaartstraat 5                | 51° 00′ 54″ nord, 2° 59′ 47″ est | 91260               | Téléverser                                                  |
| (nl) Vrijstaande Mariakapel, |                       |                                  | Handzame          | Vrijbosstraat                | 51° 00′ 15″ nord, 2° 59′ 15″ est | 91261               | Téléverser                                                  |
| (nl) Hoeve met losse, lage bestanddelen in U-vormige opstelling                                                                                        |                       |                                  | Handzame          | Vrijbosstraat 4              | 51° 00′ 15″ nord, 2° 59′ 12″ est | 91262               | Téléverser                                                  |
| (nl) Vrijstaande villa binnen ruime tuin met opgaande bomen                                                                                            |                       |                                  | Handzame          | Werkenstraat 6               | 51° 01′ 35″ nord, 3° 00′ 10″ est | 91263               | Téléverser                                                  |
| (nl) Vrijstaand, laag 19de-eeuws woonhuis met rechts een landgebouwtje                                                                                 |                       |                                  | Handzame          | Werkenstraat 8               | 51° 01′ 35″ nord, 3° 00′ 05″ est | 91264               | Téléverser                                                  |
| (nl) Roodbakstenen tuimuur met heiligennisje en poortje                                                                                                |                       |                                  | Handzame          | Werkenstraat                 | 51° 01′ 34″ nord, 3° 00′ 08″ est | 91265               | Téléverser                                                  |
| (nl) Vrijstaande interbellumvilla |                       |                                  | Handzame          | Werkenstraat 20              | 51° 01′ 37″ nord, 2° 59′ 57″ est | 91266               | Téléverser                                                  |
| (nl) Vrijstaande, lage woning met dieperliggend nutsgebouw                                                                                             |                       |                                  | Handzame          | Werkenstraat 21              | 51° 01′ 35″ nord, 2° 59′ 56″ est | 91267               | Téléverser                                                  |
| (nl) Vrijstaande pijlerkapel toegewijd aan Onze-Lieve-Vrouw                                                                                            |                       |                                  | Handzame          | Werkenstraat                 | 51° 01′ 38″ nord, 2° 59′ 54″ est | 91268               | Téléverser                                                  |
| (nl) Hoeve zogenaamd het Klokhof |                       |                                  | Handzame          | Werkenstraat 44              | 51° 01′ 43″ nord, 2° 59′ 34″ est | 91269               | Téléverser                                                  |
| (nl) Lage eenheidsbebouwing |                       |                                  | Handzame          | Werkenstraat 77              | 51° 01′ 41″ nord, 2° 59′ 22″ est | 91270               | Téléverser                                                  |
| (nl) Lage eenheidsbebouwing |                       |                                  | Handzame          | Werkenstraat 79              | 51° 01′ 41″ nord, 2° 59′ 22″ est | 91270               | Téléverser                                                  |
| (nl) Samenstel van boerenarbeidershuizen |                       |                                  | Handzame          | Werkenstraat 83              | 51° 01′ 34″ nord, 2° 59′ 04″ est | 91271               | Téléverser                                                  |
| (nl) Samenstel van boerenarbeidershuizen |                       |                                  | Handzame          | Werkenstraat 85              | 51° 01′ 34″ nord, 2° 59′ 04″ est | 91271               | Téléverser                                                  |
| (nl) Boerenarbeidershuis met ge´ncorporeerd stalletje                                                                                                  |                       |                                  | Handzame          | Werkenstraat 91              | 51° 01′ 42″ nord, 2° 59′ 12″ est | 91272               | Téléverser                                                  |
| (nl) Hoeve gelegen in een bocht van de weg |                       |                                  | Handzame          | Wittehuisstraat 14           | 51° 01′ 56″ nord, 2° 59′ 49″ est | 91273               | Téléverser                                                  |
| (nl) Achteringelegen hoeve met lage, losse bestanddelen in een U-vormige opstelling                                                                    |                       |                                  | Handzame          | Wittehuisstraat 20           | 51° 02′ 09″ nord, 3° 00′ 04″ est | 91274               | Téléverser                                                  |
| (nl) Boerenarbeidershuis |                       |                                  | Handzame          | Wittehuisstraat 26           | 51° 01′ 57″ nord, 2° 59′ 36″ est | 91275               | Téléverser                                                  |
| (nl) Zogenaamde Barisdambrug over de Handzamevaart | Oui                   |                                  | Werken            | Barisdamstraat               | 51° 01′ 22″ nord, 2° 58′ 15″ est | 91276               | Téléverser                                                  |
| (nl) Mariakapel van 1779 |                       |                                  | Werken            | Barisdamstraat               | 51° 01′ 42″ nord, 2° 58′ 11″ est | 91277               | Téléverser                                                  |
| (nl) Zogenaamde Barisdamhoeve | Oui                   |                                  | Werken            | Barisdamstraat 24            | 51° 01′ 28″ nord, 2° 58′ 22″ est | 91278               | Téléverser                                                  |
| (nl) Haaks op de straat gerichte hoeve met oudere kern van 1764                                                                                        |                       |                                  | Werken            | Barisdamstraat 51            | 51° 01′ 37″ nord, 2° 58′ 16″ est | 91279               | Téléverser                                                  |
| (nl) Kleine hoeve uit de wederopbouwperiode van de jaren 1920                                                                                          |                       |                                  | Werken            | Bovekerkemolenstraat 2       | 51° 02′ 17″ nord, 2° 57′ 23″ est | 91280               | Téléverser                                                  |
| (nl) Kleine hoeve |                       |                                  | Werken            | Bovekerkemolenstraat 3       | 51° 02′ 18″ nord, 2° 57′ 12″ est | 91281               | Téléverser                                                  |
| (nl) Mariakapel |                       |                                  | Werken            | Bovekerkemolenstraat         | 51° 02′ 24″ nord, 2° 57′ 37″ est | 91282               | Téléverser                                                  |
| (nl) Hoeve |                       |                                  | Werken            | Calfoortstraat 5             | 51° 02′ 00″ nord, 2° 56′ 51″ est | 91283               | Téléverser                                                  |
| (nl) Achteringelegen hoeve opklimmend tot de 18de eeuw                                                                                                 |                       |                                  | Werken            | Calfoortstraat 7             | 51° 02′ 02″ nord, 2° 56′ 35″ est | 91284               | Téléverser                                                  |
| (nl) Hoeve |                       |                                  | Werken            | Hemelstraat 1                | 51° 02′ 11″ nord, 2° 58′ 53″ est | 91285               | Téléverser                                                  |
| (nl) Halfvrijstaand burgerhuis |                       |                                  | Werken            | Hogestraat 1                 | 51° 01′ 47″ nord, 2° 57′ 50″ est | 91286               | Téléverser                                                  |
| (nl) Huis uit de jaren 1920-1930 |                       |                                  | Werken            | Hogestraat 9                 | 51° 01′ 48″ nord, 2° 57′ 50″ est | 91287               | Téléverser                                                  |
| (nl) Mariakapel van 1991 |                       |                                  | Werken            | Hogestraat                   | 51° 02′ 01″ nord, 2° 58′ 24″ est | 91288               | Téléverser                                                  |
| (nl) Vrijstaande villa gelegen in een ruime tuin |                       |                                  | Werken            | Hogestraat 35                | 51° 02′ 10″ nord, 2° 58′ 39″ est | 91289               | Téléverser                                                  |
| (nl) Wegkruis beschaduwd door twee bruine beuken |                       |                                  | Werken            | Hogestraat                   | 51° 02′ 11″ nord, 2° 58′ 42″ est | 91290               | Téléverser                                                  |
| (nl) Mariakapel van 1920 |                       |                                  | Werken            | Hogestraat                   | 51° 02′ 31″ nord, 2° 59′ 05″ est | 91291               | Téléverser                                                  |
| (nl) Achteringelegen, in kern 18de-eeuwse hoeve |                       |                                  | Werken            | Hogestraat 37                | 51° 02′ 32″ nord, 2° 58′ 59″ est | 91292               | Téléverser                                                  |
| (nl) Vrijstaande woning met achterliggend stalletje |                       |                                  | Werken            | Hogestraat 42                | 51° 01′ 55″ nord, 2° 58′ 08″ est | 91293               | Téléverser                                                  |
| (nl) Hoeve, in een bocht van de weg gelegen |                       |                                  | Werken            | Hogestraat 43                | 51° 02′ 51″ nord, 2° 59′ 53″ est | 91294               | Téléverser                                                  |
| (nl) Achteringelegen vroeg 19de-eeuwse hoeve met grote boomgaard                                                                                       |                       |                                  | Werken            | Hogestraat 45                | 51° 02′ 51″ nord, 3° 00′ 04″ est | 91295               | Téléverser                                                  |
| (nl) Vrijstaande boerenarbeiderswoning met aanpalend nutsgebouw                                                                                        |                       |                                  | Werken            | Hogestraat 50                | 51° 01′ 59″ nord, 2° 58′ 17″ est | 91296               | Téléverser                                                  |
| (nl) Voormalige herberg zogenaamd 't Hemeltje |                       |                                  | Werken            | Hogestraat 78                | 51° 02′ 11″ nord, 2° 58′ 44″ est | 91297               | Téléverser                                                  |
| (nl) Zogenaamd Watermolenhof, hoeve opklimmend tot de 18de eeuw                                                                                        |                       |                                  | Werken            | Hogestraat 82                | 51° 02′ 20″ nord, 2° 58′ 50″ est | 91298               | Téléverser                                                  |
| (nl) Achteringelegen hoeve |                       |                                  | Werken            | Kaaistraat 1                 | 51° 02′ 27″ nord, 2° 56′ 55″ est | 91299               | Téléverser                                                  |
| (nl) Hoeve met bewaard erf en schuur |                       |                                  | Werken            | Oude Vladslostraat 1         | 51° 02′ 08″ nord, 2° 57′ 01″ est | 91300               | Téléverser                                                  |
| (nl) Zogenaamde HOOIZAADHOEVE, hoevesite |                       |                                  | Werken            | Oude Vladslostraat 3         | 51° 02′ 10″ nord, 2° 56′ 39″ est | 91301               | Téléverser                                                  |
| (nl) Zogenaamd WALHOEVE |                       |                                  | Werken            | Pollaertstraat 5             | 51° 03′ 15″ nord, 3° 00′ 20″ est | 91302               | Téléverser                                                  |
| (nl) Mariakapel |                       |                                  | Werken            | Pollaertstraat               | 51° 03′ 16″ nord, 2° 59′ 59″ est | 91303               | Téléverser                                                  |
| (nl) Brug over Handzamevaart en aanlegplaats |                       |                                  | Werken            | Steenstraat                  | 51° 01′ 41″ nord, 2° 57′ 14″ est | 91304               | Téléverser                                                  |
| (nl) Naar verluidt voormalig vissershuisje |                       |                                  | Werken            | Steenstraat 1H               | 51° 01′ 43″ nord, 2° 57′ 14″ est | 91305               | Téléverser                                                  |
| (nl) In oorsprong 18de-eeuwse hoeve, heden enkel bewaard boerenhuis                                                                                    |                       |                                  | Werken            | Steenstraat 10               | 51° 01′ 44″ nord, 2° 57′ 25″ est | 91306               | Téléverser                                                  |
| (nl) Vrijstaande en toegankelijke kapel toegewijd aan Onze-Lieve-Vrouw van Fatima                                                                      |                       |                                  | Werken            | Steenstraat                  | 51° 02′ 11″ nord, 2° 57′ 59″ est | 91307               | Téléverser                                                  |
| (nl) Vrijstaand woonhuis, volgens het kadaster gebouwd in 1933                                                                                         |                       |                                  | Werken            | Steenstraat 49               | 51° 02′ 00″ nord, 2° 57′ 41″ est | 91308               | Téléverser                                                  |
| (nl) Lage boerenarbeiderswoning met ge´ncorporeerd nutsgebouw                                                                                          |                       |                                  | Werken            | Steenstraat 55               | 51° 02′ 10″ nord, 2° 57′ 56″ est | 91309               | Téléverser                                                  |
| (nl) Huis met aanpalend atelier |                       |                                  | Werken            | Steenstraat 64               | 51° 02′ 35″ nord, 2° 58′ 37″ est | 91310               | Téléverser                                                  |
| (nl) Hoeve met bij de erftoegang, oude lindeboom met houten kapelletje                                                                                 |                       |                                  | Werken            | Steenstraat 67               | 51° 02′ 27″ nord, 2° 58′ 21″ est | 91311               | Téléverser                                                  |
| (nl) 19de-eeuwse Mariakapel, zogenaamde Veldkapel of Verduyns kapel                                                                                    |                       |                                  | Werken            | Steenstraat                  | 51° 02′ 58″ nord, 2° 59′ 18″ est | 91312               | Téléverser                                                  |
| (nl) Hoevesite ten noordwesten van de Steenstraat gelegen                                                                                              |                       |                                  | Werken            | Steenstraat 75               | 51° 02′ 41″ nord, 2° 58′ 43″ est | 91313               | Téléverser                                                  |
| (nl) Mariakapel |                       |                                  | Werken            | Steenstraat                  | 51° 03′ 00″ nord, 2° 59′ 42″ est | 91314               | Téléverser                                                  |
| (nl) Voomalige herberg zogenaamd DEN VLIEGENDE BOOMGAARD                                                                                               |                       |                                  | Werken            | Steenstraat 87               | 51° 02′ 56″ nord, 2° 59′ 13″ est | 91315               | Téléverser                                                  |
| (nl) In kern 18de-eeuwse hoeve |                       |                                  | Werken            | Steenstraat 90               | 51° 03′ 14″ nord, 2° 59′ 38″ est | 91316               | Téléverser                                                  |
| (nl) Vrijstaande arbeiderswoning met ge´ncorporeerd nutsgebouwtje                                                                                      |                       |                                  | Werken            | Steenstraat 95               | 51° 02′ 59″ nord, 2° 59′ 20″ est | 91317               | Téléverser                                                  |
| (nl) Dieperliggende kleine hoeve |                       |                                  | Werken            | Steenstraat 99               | 51° 03′ 06″ nord, 2° 59′ 26″ est | 91318               | Téléverser                                                  |
| (nl) Pijlerkapelletje toegewijd aan Onze-Lieve-Vrouw van Lourdes                                                                                       |                       |                                  | Werken            | Steenstraat                  | 51° 04′ 01″ nord, 3° 00′ 29″ est | 91319               | Téléverser                                                  |
| (nl) Motte, zogenaamd Vrouw Hille Wal, ook gekend als Rondlopermotte of Onze-Lieve-Vrouwmotte                                                          |                       |                                  | Werken            | Steenstraat                  | 51° 02′ 55″ nord, 2° 54′ 00″ est | 91320               | Téléverser                                                  |
| (nl) Woonhuis vermoedelijk daterend uit de jaren 1920                                                                                                  |                       |                                  | Werken            | Vladslostraat 2              | 51° 01′ 49″ nord, 2° 57′ 44″ est | 91321               | Téléverser                                                  |
| (nl) Elektriciteitscabine uit de jaren 1920 |                       |                                  | Werken            | Vladslostraat                | 51° 01′ 49″ nord, 2° 57′ 44″ est | 91322               | Téléverser                                                  |
| (nl) Vrijstaand burgerhuis |                       |                                  | Werken            | Vladslostraat 9              | 51° 01′ 51″ nord, 2° 57′ 40″ est | 91323               | Téléverser                                                  |
| (nl) Mariakapel opgericht in 1888 |                       |                                  | Werken            | Vladslostraat                | 51° 01′ 50″ nord, 2° 57′ 42″ est | 91324               | Téléverser                                                  |
| (nl) Halfvrijstaande burgerwoning met achterliggend de zogenaamd Kruisstraatmolen of Berghe's Molen                                                    | Oui                   |                                  | Werken            | Vladslostraat 21             |                                  | 91325               | Téléverser                                                  |
| (nl) Kruisstraatmolen, ook gekend als Berghe's Molen                                                                                                   | Oui                   |                                  | Werken            | Vladslostraat                | 51° 01′ 54″ nord, 2° 57′ 36″ est | 91326               | (nl) Kruisstraatmolen, ook gekend als Berghe's Molen        |
| (nl) Samenstel van twee woonhuizen |                       |                                  | Werken            | Vladslostraat 23             | 51° 01′ 54″ nord, 2° 57′ 37″ est | 91327               | Téléverser                                                  |
| (nl) Samenstel van twee woonhuizen |                       |                                  | Werken            | Vladslostraat 25             | 51° 01′ 54″ nord, 2° 57′ 37″ est | 91327               | Téléverser                                                  |
| (nl) Voormalige herberg 't Hof van Commerce en later café De Sportwereld                                                                               |                       |                                  | Werken            | Vladslostraat 26             | 51° 01′ 56″ nord, 2° 57′ 37″ est | 91328               | Téléverser                                                  |
| (nl) Mariakapel |                       |                                  | Werken            | Vladslostraat                | 51° 01′ 57″ nord, 2° 57′ 34″ est | 91329               | Téléverser                                                  |
| (nl) Kapel |                       |                                  | Werken            | Vladslostraat                | 51° 01′ 58″ nord, 2° 57′ 34″ est | 91330               | Téléverser                                                  |
| (nl) Huis haaks op de straat georiënteerd |                       |                                  | Werken            | Vladslostraat 35             | 51° 01′ 59″ nord, 2° 57′ 30″ est | 91331               | Téléverser                                                  |
| (nl) Arbeidershuis |                       |                                  | Werken            | Vladslostraat 37             | 51° 02′ 01″ nord, 2° 57′ 26″ est | 91332               | Téléverser                                                  |
| (nl) Twee burgerhuizen, uit de late 19de eeuw |                       |                                  | Werken            | Werkenplein 1                | 51° 01′ 45″ nord, 2° 57′ 51″ est | 91333               | Téléverser                                                  |
| (nl) Twee burgerhuizen, uit de late 19de eeuw |                       |                                  | Werken            | Werkenplein 3                | 51° 01′ 45″ nord, 2° 57′ 51″ est | 91333               | Téléverser                                                  |
| (nl) Zogenaamd café DE WARANDE |                       |                                  | Werken            | Werkenplein 5                | 51° 01′ 45″ nord, 2° 57′ 51″ est | 91334               | Téléverser                                                  |
| (nl) Halfvrijstaand burgerhuis |                       |                                  | Werken            | Werkenplein 9                | 51° 01′ 45″ nord, 2° 57′ 49″ est | 91335               | Téléverser                                                  |
| (nl) Voormalig gemeentehuis uit de wederopbouwperiode van de jaren 1920                                                                                |                       |                                  | Werken            | Werkenplein 11               | 51° 01′ 45″ nord, 2° 57′ 49″ est | 91336               | Téléverser                                                  |
| (nl) Zeszijdige roepsteen van blauwe hardsteen voor het voormalig gemeentehuis                                                                         |                       |                                  | Werken            | Werkenplein                  | 51° 01′ 45″ nord, 2° 57′ 49″ est | 91337               | Téléverser                                                  |
| (nl) Oorlogsgedenkteken voor de militaire en burgerlijke slachtoffers van de Eerste Wereldoorlog                                                       |                       |                                  | Werken            | Werkenplein                  | 51° 01′ 46″ nord, 2° 57′ 50″ est | 91338               | Téléverser                                                  |
| (nl) Heilig Hartbeeld |                       |                                  | Werken            | Werkenplein                  | 51° 01′ 46″ nord, 2° 57′ 49″ est | 91339               | Téléverser                                                  |
| (nl) Halfvrijstaand burgerhuis |                       |                                  | Werken            | Werkenplein 14               | 51° 01′ 47″ nord, 2° 57′ 49″ est | 91340               | Téléverser                                                  |
| (nl) Halfvrijstaand woonhuis langs de weg van het Werkenplein naar de Sint-Martinuskerk                                                                |                       |                                  | Werken            | Werkenplein 15               | 51° 01′ 44″ nord, 2° 57′ 48″ est | 91341               | Téléverser                                                  |
| (nl) Georiënteerde parochiekerk toegewijd aan Sint-Martinus                                                                                            | Oui                   |                                  | Werken            | Werkenplein                  | 51° 01′ 42″ nord, 2° 57′ 46″ est | 91342               | (nl) Georiënteerde parochiekerk toegewijd aan Sint-Martinus |
| (nl) Kerkhof rond de Sint-Martinuskerk | Oui                   |                                  | Werken            | Werkenplein                  | 51° 01′ 43″ nord, 2° 57′ 45″ est | 91343               | Téléverser                                                  |
| (nl) Archeologische site, zogenaamd De Hogen Andjoen                                                                                                   | Oui                   |                                  | Werken            | Werkenplein                  | 51° 01′ 44″ nord, 2° 57′ 42″ est | 91344               | Téléverser                                                  |
| (nl) Vrijstaand burgerhuis |                       |                                  | Werken            | Werkenplein 18               | 51° 01′ 48″ nord, 2° 57′ 48″ est | 91345               | Téléverser                                                  |
| (nl) Vrijstaande villa |                       |                                  | Werken            | Werkenplein 22               | 51° 01′ 48″ nord, 2° 57′ 47″ est | 91346               | Téléverser                                                  |
| (nl) Laag woonhuis |                       |                                  | Werken            | Werkenplein 31               | 51° 01′ 47″ nord, 2° 57′ 44″ est | 91347               | Téléverser                                                  |
| (nl) Villa uit de jaren 1920-1930, gelegen in tuin |                       |                                  | Werken            | Werkenstraat 82              | 51° 01′ 46″ nord, 2° 58′ 07″ est | 91348               | Téléverser                                                  |
| (nl) Halfvrijstaand burgerhuis |                       |                                  | Werken            | Werkenstraat 92              | 51° 01′ 45″ nord, 2° 57′ 56″ est | 91349               | Téléverser                                                  |
| (nl) Heilig Hartbeeld en kapel |                       |                                  | Werken            | Werkenstraat                 | 51° 01′ 45″ nord, 2° 58′ 04″ est | 91350               | Téléverser                                                  |
| (nl) Laag boerenarbeidershuis met ge´ncorporeerd schuurtje en stal                                                                                     |                       |                                  | Werken            | Werkenstraat 127             | 51° 01′ 42″ nord, 2° 57′ 57″ est | 91351               | Téléverser                                                  |
| (nl) Kapel van 1898 |                       |                                  | Werken            | Zarrenstraat                 | 51° 01′ 38″ nord, 2° 57′ 48″ est | 91352               | Téléverser                                                  |
| (nl) Vrijstaand huis uit de jaren 1920 |                       |                                  | Werken            | Zarrenstraat 54              | 51° 01′ 43″ nord, 2° 57′ 53″ est | 91353               | Téléverser                                                  |
| (nl) Herbouwde Mariakapel, gelegen achter de Sint-Martinuskerk                                                                                         | Oui                   |                                  | Werken            | Zarrenstraat                 | 51° 01′ 41″ nord, 2° 57′ 49″ est | 91354               | Téléverser                                                  |
| (nl) Lage woning met ge´ncorporeerd nutsgebouw en achtergelegen aanleunend bakhuis                                                                     |                       |                                  | Zarren            | Amersveldestraat 202         | 51° 00′ 46″ nord, 2° 58′ 37″ est | 91358               | Téléverser                                                  |
| (nl) Laag boerenarbeidershuis |                       |                                  | Zarren            | Amersveldestraat 232         | 51° 00′ 45″ nord, 2° 58′ 06″ est | 91359               | Téléverser                                                  |
| (nl) Lage arbeiderswoning met ge´ncorporeerde stalling                                                                                                 |                       |                                  | Zarren            | Amersveldestraat 233         | 51° 00′ 44″ nord, 2° 58′ 07″ est | 91360               | Téléverser                                                  |
| (nl) Laag (boeren)arbeidershuis |                       |                                  | Zarren            | Amersveldestraat 235         | 51° 00′ 43″ nord, 2° 58′ 06″ est | 91361               | Téléverser                                                  |
| (nl) Kapel, opgericht ter ere van Onze-Lieve-Vrouw van Altijddurende Bijstand                                                                          |                       |                                  | Zarren            | Kapoenstraat                 | 50° 59′ 49″ nord, 2° 58′ 44″ est | 91362               | Téléverser                                                  |
| (nl) Tegen de gevel van nr. 2 aangebouwde kapel, toegewijd aan Onze-Lieve-Vrouw van Lourdes                                                            |                       |                                  | Zarren            | Barisdamstraat               | 51° 00′ 47″ nord, 2° 00′ 00″ est | 91363               | Téléverser                                                  |
| (nl) Maalderijcomplex, teruggaand op historische molensite van de Gaainestmolen                                                                        |                       |                                  | Zarren            | Barisdamstraat 8             | 51° 00′ 47″ nord, 2° 58′ 07″ est | 91364               | Téléverser                                                  |
| (nl) Hoeve uit de wederopbouwperiode van de jaren 1920                                                                                                 |                       |                                  | Zarren            | Barisdamstraat 13            | 51° 00′ 58″ nord, 2° 58′ 02″ est | 91365               | Téléverser                                                  |
| (nl) Boerenarbeidershuis met inplanting haaks op de straat                                                                                             |                       |                                  | Zarren            | Barisdamstraat 18A           | 51° 00′ 50″ nord, 2° 58′ 18″ est | 91366               | Téléverser                                                  |
| (nl) Parochiekerk toegewijd aan Sint-Dionysius |                       |                                  | Zarren            | Esenstraat                   | 51° 01′ 07″ nord, 2° 57′ 29″ est | 91367               | Téléverser                                                  |
| (nl) Zeszijdige roepsteen |                       |                                  | Zarren            | Esenstraat                   | 51° 01′ 07″ nord, 2° 57′ 30″ est | 91368               | Téléverser                                                  |
| (nl) Gedenkteken voor de militaire en burgerlijke doden van beide Wereldoorlogen                                                                       |                       |                                  | Zarren            | Esenstraat                   | 51° 01′ 07″ nord, 2° 57′ 29″ est | 91369               | Téléverser                                                  |
| (nl) Burgerhuis |                       |                                  | Zarren            | Esenstraat 3                 | 51° 01′ 05″ nord, 2° 57′ 29″ est | 91370               | Téléverser                                                  |
| (nl) Hoeve waarvan enkel het boerenhuis bewaard is |                       |                                  | Zarren            | Esenstraat 8                 | 51° 01′ 08″ nord, 2° 57′ 26″ est | 91371               | Téléverser                                                  |
| (nl) Burgerhuis met aanpalende garages |                       |                                  | Zarren            | Esenstraat 9                 | 51° 01′ 06″ nord, 2° 57′ 27″ est | 91372               | Téléverser                                                  |
| (nl) Samenstel van twee panden uit de wederopbouwperiode van de jaren 1920                                                                             |                       |                                  | Zarren            | Esenstraat 14                | 51° 01′ 06″ nord, 2° 57′ 26″ est | 91373               | Téléverser                                                  |
| (nl) Samenstel van twee panden uit de wederopbouwperiode van de jaren 1920                                                                             |                       |                                  | Zarren            | Esenstraat 16                | 51° 01′ 06″ nord, 2° 57′ 26″ est | 91373               | Téléverser                                                  |
| (nl) Burgerhuis uit de jaren 1930 |                       |                                  | Zarren            | Esenstraat 19                | 51° 01′ 04″ nord, 2° 57′ 24″ est | 91374               | Téléverser                                                  |
| (nl) Samenstel van lage arbeidershuizen |                       |                                  | Zarren            | Esenstraat 23                | 51° 01′ 03″ nord, 2° 57′ 24″ est | 91375               | Téléverser                                                  |
| (nl) Samenstel van lage arbeidershuizen |                       |                                  | Zarren            | Esenstraat 25                | 51° 01′ 03″ nord, 2° 57′ 24″ est | 91375               | Téléverser                                                  |
| (nl) Samenstel van veertien (arbeiders)huizen uit het begin van de jaren 1920, zogenaamd Schottey's reke                                               |                       |                                  | Zarren            | Esenstraat 24                |                                  | 91376               | Téléverser                                                  |
| (nl) Samenstel van veertien (arbeiders)huizen uit het begin van de jaren 1920, zogenaamd Schottey's reke                                               |                       |                                  | Zarren            | Esenstraat 26                |                                  | 91376               | Téléverser                                                  |
| (nl) Samenstel van veertien (arbeiders)huizen uit het begin van de jaren 1920, zogenaamd Schottey's reke                                               |                       |                                  | Zarren            | Esenstraat 28                |                                  | 91376               | Téléverser                                                  |
| (nl) Samenstel van veertien (arbeiders)huizen uit het begin van de jaren 1920, zogenaamd Schottey's reke                                               |                       |                                  | Zarren            | Esenstraat 30                |                                  | 91376               | Téléverser                                                  |
| (nl) Samenstel van veertien (arbeiders)huizen uit het begin van de jaren 1920, zogenaamd Schottey's reke                                               |                       |                                  | Zarren            | Esenstraat 32                |                                  | 91376               | Téléverser                                                  |
| (nl) Samenstel van veertien (arbeiders)huizen uit het begin van de jaren 1920, zogenaamd Schottey's reke                                               |                       |                                  | Zarren            | Esenstraat 34                |                                  | 91376               | Téléverser                                                  |
| (nl) Samenstel van veertien (arbeiders)huizen uit het begin van de jaren 1920, zogenaamd Schottey's reke                                               |                       |                                  | Zarren            | Esenstraat 36                |                                  | 91376               | Téléverser                                                  |
| (nl) Samenstel van veertien (arbeiders)huizen uit het begin van de jaren 1920, zogenaamd Schottey's reke                                               |                       |                                  | Zarren            | Esenstraat 38                |                                  | 91376               | Téléverser                                                  |
| (nl) Samenstel van veertien (arbeiders)huizen uit het begin van de jaren 1920, zogenaamd Schottey's reke                                               |                       |                                  | Zarren            | Esenstraat 40                |                                  | 91376               | Téléverser                                                  |
| (nl) Samenstel van veertien (arbeiders)huizen uit het begin van de jaren 1920, zogenaamd Schottey's reke                                               |                       |                                  | Zarren            | Esenstraat 42                |                                  | 91376               | Téléverser                                                  |
| (nl) Samenstel van veertien (arbeiders)huizen uit het begin van de jaren 1920, zogenaamd Schottey's reke                                               |                       |                                  | Zarren            | Esenstraat 44                |                                  | 91376               | Téléverser                                                  |
| (nl) Samenstel van veertien (arbeiders)huizen uit het begin van de jaren 1920, zogenaamd Schottey's reke                                               |                       |                                  | Zarren            | Esenstraat 46                |                                  | 91376               | Téléverser                                                  |
| (nl) Burgerhuis |                       |                                  | Zarren            | Esenstraat 29                | 51° 01′ 02″ nord, 2° 57′ 23″ est | 91377               | Téléverser                                                  |
| (nl) Vrijstaande villa zogenaamd ONS MUITJE |                       |                                  | Zarren            | Esenstraat 31                | 51° 01′ 03″ nord, 2° 57′ 21″ est | 91378               | Téléverser                                                  |
| (nl) Gemeentelijke Begraafplaats |                       |                                  | Zarren            | Esenstraat                   | 51° 01′ 00″ nord, 2° 57′ 03″ est | 91379               | Téléverser                                                  |
| (nl) Betonnen brug over de Zarrenbeek |                       |                                  | Zarren            | Esenstraat                   | 51° 01′ 01″ nord, 2° 57′ 16″ est | 91380               | Téléverser                                                  |
| (nl) Mariakapel |                       |                                  | Zarren            | Esenstraat 52                | 51° 01′ 04″ nord, 2° 57′ 19″ est | 91381               | Téléverser                                                  |
| (nl) Burgerhuis uit de jaren 1920, met loods en garages                                                                                                |                       |                                  | Zarren            | Esenstraat 56                | 51° 01′ 03″ nord, 2° 57′ 17″ est | 91382               | Téléverser                                                  |
| (nl) Moderne hoeve |                       |                                  | Zarren            | Esenstraat 61                | 51° 01′ 02″ nord, 2° 56′ 54″ est | 91383               | Téléverser                                                  |
| (nl) Burgerhuis |                       |                                  | Zarren            | Esenstraat 11                | 51° 01′ 05″ nord, 2° 57′ 26″ est | 91384               | Téléverser                                                  |
| (nl) Boerenarbeidershuis |                       |                                  | Zarren            | Kapoenstraat 4               | 50° 59′ 48″ nord, 2° 58′ 42″ est | 91385               | Téléverser                                                  |
| (nl) Samenstel van lage arbeidershuizen, naar verluidt Vermanders Reke                                                                                 |                       |                                  | Zarren            | Kapoenstraat 16              | 50° 59′ 45″ nord, 2° 58′ 49″ est | 91386               | Téléverser                                                  |
| (nl) Samenstel van lage arbeidershuizen, naar verluidt Vermanders Reke                                                                                 |                       |                                  | Zarren            | Kapoenstraat 18              | 50° 59′ 45″ nord, 2° 58′ 49″ est | 91386               | Téléverser                                                  |
| (nl) Vrijstaand burgerhuis, in tuin gelegen |                       |                                  | Zarren            | Klerkenstraat 3              | 51° 00′ 57″ nord, 2° 57′ 11″ est | 91387               | Téléverser                                                  |
| (nl) Boerenarbeidershuis |                       |                                  | Zarren            | Klerkenstraat 8              | 51° 00′ 34″ nord, 2° 56′ 43″ est | 91388               | Téléverser                                                  |
| (nl) Laag boerenarbeidershuis met achtergelegen landgebouwen                                                                                           |                       |                                  | Zarren            | Klerkenstraat 12             | 51° 00′ 29″ nord, 2° 56′ 33″ est | 91389               | Téléverser                                                  |
| (nl) Elektriciteitscabine |                       |                                  | Zarren            | Koordhoekstraat              | 51° 00′ 55″ nord, 2° 57′ 35″ est | 91390               | Téléverser                                                  |
| (nl) Beeldbepalend hoekpand, gelegen in deels omhaagde tuin                                                                                            |                       |                                  | Zarren            | Kruisstraat 1                | 51° 00′ 28″ nord, 2° 57′ 35″ est | 91391               | Téléverser                                                  |
| (nl) Mariakapel bij een hoeve met losstaande bestanddelen                                                                                              |                       |                                  | Zarren            | Kruisstraat                  | 51° 00′ 12″ nord, 2° 57′ 08″ est | 91392               | Téléverser                                                  |
| (nl) Laag vrijstaand boerenarbeidershuis met ge´ncorpreerd nutsgebouw                                                                                  |                       |                                  | Zarren            | Kruisstraat 3                | 51° 00′ 27″ nord, 2° 57′ 29″ est | 91393               | Téléverser                                                  |
| (nl) Zogenaamde Wullepitmolen ook gekend als Lindemolen                                                                                                | Oui                   |                                  | Zarren            | Molenstraat                  | 51° 00′ 42″ nord, 2° 57′ 39″ est | 91394               | (nl) Zogenaamde Wullepitmolen ook gekend als Lindemolen     |
| (nl) Kleine hoeve op een hoogte en in omgeving met weiden gelegen                                                                                      |                       |                                  | Zarren            | Molenstraat 9                | 51° 00′ 52″ nord, 2° 57′ 41″ est | 91395               | Téléverser                                                  |
| (nl) Brug over de Zarrenbeek |                       |                                  | Zarren            | Molenstraat                  | 51° 00′ 47″ nord, 2° 57′ 40″ est | 91396               | Téléverser                                                  |
| (nl) Mariakapel |                       |                                  | Zarren            | Mollestraat                  | 51° 00′ 42″ nord, 2° 57′ 27″ est | 91397               | Téléverser                                                  |
| (nl) Hoeve bestaande uit losse bestanddelen |                       |                                  | Zarren            | Mollestraat 4                | 51° 00′ 46″ nord, 2° 57′ 18″ est | 91398               | Téléverser                                                  |
| (nl) Hoeve uit de wederopbouwperiode van de jaren 1920                                                                                                 |                       |                                  | Zarren            | Mollestraat 6                | 51° 00′ 49″ nord, 2° 57′ 17″ est | 91399               | Téléverser                                                  |
| (nl) Kapel toegewijd aan Onze-Lieve-Vrouw van Lourdes                                                                                                  |                       |                                  | Zarren            | Mollestraat                  | 51° 00′ 56″ nord, 2° 56′ 57″ est | 91400               | Téléverser                                                  |
| (nl) Hoeve met lage bestanddelen in gesloten U-vormige opstelling                                                                                      |                       |                                  | Zarren            | Roeselarestraat 6            | 51° 00′ 39″ nord, 2° 58′ 03″ est | 91401               | Téléverser                                                  |
| (nl) 19de-eeuwse hoeve |                       |                                  | Zarren            | Roeselarestraat 18           | 51° 00′ 15″ nord, 2° 58′ 15″ est | 91402               | Téléverser                                                  |
| (nl) Muurkapel ter ere van Onze-Lieve-Vrouw van Lourdes                                                                                                |                       |                                  | Zarren            | Roeselarestraat              | 50° 59′ 56″ nord, 2° 58′ 36″ est | 91403               | Téléverser                                                  |
| (nl) Hoeve, heden enkel met bewaard boerenhuis |                       |                                  | Zarren            | Roeselarestraat 45           | 51° 00′ 11″ nord, 2° 58′ 24″ est | 91404               | Téléverser                                                  |
| (nl) Tweewoonst |                       |                                  | Zarren            | Roeselarestraat 48           | 50° 59′ 42″ nord, 2° 59′ 00″ est | 91405               | Téléverser                                                  |
| (nl) Voormalige herberg zogenaamd HERTOGH VAN BRABAND                                                                                                  |                       |                                  | Zarren            | Roeselarestraat 55           | 51° 00′ 05″ nord, 2° 58′ 28″ est | 91406               | Téléverser                                                  |
| (nl) Hoeve met enkel bewaard huis aan de straat |                       |                                  | Zarren            | Roeselarestraat 61           | 51° 00′ 00″ nord, 2° 58′ 33″ est | 91407               | Téléverser                                                  |
| (nl) Laag arbeidershuis |                       |                                  | Zarren            | Roeselarestraat 79           | 50° 59′ 37″ nord, 2° 59′ 18″ est | 91408               | Téléverser                                                  |
| (nl) Wederopbouwhoeve met L-vormige opstelling |                       |                                  | Zarren            | Ruyterhoekstraat 35          | 51° 00′ 08″ nord, 2° 56′ 40″ est | 91409               | Téléverser                                                  |
| (nl) Lage boerenarbeiderswoning |                       |                                  | Zarren            | Smissestraat 3               | 50° 59′ 48″ nord, 2° 58′ 31″ est | 91410               | Téléverser                                                  |
| (nl) Seinwachtershuis |                       |                                  | Zarren            | Spoorwegstraat 1             | 51° 01′ 11″ nord, 2° 57′ 24″ est | 91411               | Téléverser                                                  |
| (nl) Samenstel van drie huizen met voortuintje |                       |                                  | Zarren            | Spoorwegstraat 2             | 51° 01′ 12″ nord, 2° 57′ 31″ est | 91412               | Téléverser                                                  |
| (nl) Samenstel van drie huizen met voortuintje |                       |                                  | Zarren            | Spoorwegstraat 4             | 51° 01′ 12″ nord, 2° 57′ 31″ est | 91412               | Téléverser                                                  |
| (nl) Huis zogenaamd het Waterkasteel | Oui                   |                                  | Zarren            | Spoorwegstraat 3             | 51° 01′ 12″ nord, 2° 57′ 18″ est | 91413               | Téléverser                                                  |
| (nl) Achteringelegen wederopbouwhoeve |                       |                                  | Zarren            | Ruyterhoekstraat 10          | 51° 00′ 07″ nord, 2° 56′ 22″ est | 91414               | Téléverser                                                  |
| (nl) Modernistische woning |                       |                                  | Zarren            | Staatsbaan 112               | 51° 01′ 09″ nord, 2° 57′ 43″ est | 91415               | Téléverser                                                  |
| (nl) Laag boerenarbeidershuis |                       |                                  | Zarren            | Staatsbaan 201               | 51° 01′ 09″ nord, 2° 58′ 14″ est | 91416               | Téléverser                                                  |
| (nl) Burgerhuis uit de jaren 1930-1940 |                       |                                  | Zarren            | Staatsbaan 225               | 51° 01′ 08″ nord, 2° 58′ 00″ est | 91417               | Téléverser                                                  |
| (nl) Halfondergrondse betonnen constructie, waarop in de jaren 1920 een huis werd gebouwd                                                              |                       |                                  | Zarren            | Staatsbaan 239               | 51° 01′ 05″ nord, 2° 57′ 54″ est | 91418               | Téléverser                                                  |
| (nl) Burgerhuis |                       |                                  | Zarren            | Staatsbaan 245               | 51° 01′ 07″ nord, 2° 57′ 45″ est | 91419               | Téléverser                                                  |
| (nl) Villa |                       |                                  | Zarren            | Staatsbaan 251               | 51° 01′ 06″ nord, 2° 57′ 42″ est | 91420               | Téléverser                                                  |
| (nl) Lage arbeiderswoning |                       |                                  | Zarren            | Stadenstraat 2               | 51° 01′ 04″ nord, 2° 57′ 33″ est | 91421               | Téléverser                                                  |
| (nl) Pastorie en feestzaal zogenaamd DE KRING |                       |                                  | Zarren            | Stadenstraat 3               | 51° 01′ 04″ nord, 2° 57′ 37″ est | 91422               | Téléverser                                                  |
| (nl) Burgerhuis |                       |                                  | Zarren            | Stadenstraat 6               | 51° 01′ 03″ nord, 2° 57′ 33″ est | 91423               | Téléverser                                                  |
| (nl) Burgerhuis met jaarstenen ANNO/ 1923 |                       |                                  | Zarren            | Stadenstraat 9               | 51° 01′ 02″ nord, 2° 57′ 36″ est | 91424               | Téléverser                                                  |
| (nl) Burgerhuis met achterliggend nustgebouw |                       |                                  | Zarren            | Stadenstraat 10              | 51° 01′ 03″ nord, 2° 57′ 34″ est | 91425               | Téléverser                                                  |
| (nl) Schoolhuis en achteringelegen gemeentelijke jongensschool                                                                                         |                       |                                  | Zarren            | Stadenstraat                 | 51° 01′ 01″ nord, 2° 57′ 35″ est | 91426               | Téléverser                                                  |
| (nl) Schoolhuis en achteringelegen gemeentelijke jongensschool                                                                                         |                       |                                  | Zarren            | Stadenstraat 12A             | 51° 01′ 01″ nord, 2° 57′ 35″ est | 91426               | Téléverser                                                  |
| (nl) Burgerhuis |                       |                                  | Zarren            | Stadenstraat 22              | 51° 00′ 58″ nord, 2° 57′ 38″ est | 91427               | Téléverser                                                  |
| (nl) Laag burgerhuis |                       |                                  | Zarren            | Stadenstraat 30              | 51° 00′ 57″ nord, 2° 57′ 39″ est | 91428               | Téléverser                                                  |
| (nl) Huis met vakwerkimitatie |                       |                                  | Zarren            | Stadenstraat 31              | 51° 00′ 59″ nord, 2° 57′ 42″ est | 91429               | Téléverser                                                  |
| (nl) Lage voormalige tweewoonst |                       |                                  | Zarren            | Stadenstraat 32              | 51° 00′ 57″ nord, 2° 57′ 40″ est | 91430               | Téléverser                                                  |
| (nl) Huizen uit het tweede kwart van de 20ste eeuw |                       |                                  | Zarren            | Stadenstraat 34              | 51° 00′ 57″ nord, 2° 57′ 40″ est | 91431               | Téléverser                                                  |
| (nl) Huizen uit het tweede kwart van de 20ste eeuw |                       |                                  | Zarren            | Stadenstraat 38              | 51° 00′ 57″ nord, 2° 57′ 40″ est | 91431               | Téléverser                                                  |
| (nl) Laag arbeidershuis |                       |                                  | Zarren            | Stadenstraat 44              | 51° 00′ 56″ nord, 2° 57′ 43″ est | 91432               | Téléverser                                                  |
| (nl) Laag huis van 1922 |                       |                                  | Zarren            | Stadenstraat 48              | 51° 00′ 56″ nord, 2° 57′ 44″ est | 91433               | Téléverser                                                  |
| (nl) Beeldbepalend 19de-eeuws hoekpand |                       |                                  | Zarren            | Stadenstraat 50              | 51° 00′ 56″ nord, 2° 57′ 44″ est | 91434               | Téléverser                                                  |
| (nl) Achteringelegen vrije meisjesschool en klooster en kloosterhoeve                                                                                  |                       |                                  | Zarren            | Stadenstraat 53              | 51° 00′ 56″ nord, 2° 57′ 52″ est | 91435               | Téléverser                                                  |
| (nl) Achteringelegen vrije meisjesschool en klooster en kloosterhoeve                                                                                  |                       |                                  | Zarren            | Stadenstraat 57              | 51° 00′ 56″ nord, 2° 57′ 52″ est | 91435               | Téléverser                                                  |
| (nl) Mariakapel in 1873 herbouwd bij de oprit naar de vrije meisjesschool                                                                              |                       |                                  | Zarren            | Stadenstraat                 | 51° 00′ 54″ nord, 2° 57′ 49″ est | 91436               | Téléverser                                                  |
| (nl) Achterin gelegen woonhuis van 1923 |                       |                                  | Zarren            | Stadenstraat 60              | 51° 00′ 53″ nord, 2° 57′ 48″ est | 91437               | Téléverser                                                  |
| (nl) Burgerhuis uit de jaren 1920 |                       |                                  | Zarren            | Stadenstraat 68              | 51° 00′ 51″ nord, 2° 57′ 50″ est | 91438               | Téléverser                                                  |
| (nl) Lage woning |                       |                                  | Zarren            | Stadenstraat 71              | 51° 00′ 51″ nord, 2° 57′ 56″ est | 91439               | Téléverser                                                  |
| (nl) Lage woning met ge´ncorporeerd werkhuis en achterliggend boomgaardje                                                                              |                       |                                  | Zarren            | Stadenstraat 81              | 51° 00′ 47″ nord, 2° 57′ 59″ est | 91440               | Téléverser                                                  |
| (nl) Hoekhuis, voormalige herberg, genaamd het HET PAVILJOEN                                                                                           |                       |                                  | Zarren            | Stadenstraat 82              | 51° 00′ 49″ nord, 2° 57′ 55″ est | 91441               | Téléverser                                                  |
| (nl) Laag huis |                       |                                  | Zarren            | Stadenstraat 85              | 51° 00′ 46″ nord, 2° 58′ 00″ est | 91442               | Téléverser                                                  |
| (nl) Arbeidershuis |                       |                                  | Zarren            | Stadenstraat 94              | 51° 00′ 46″ nord, 2° 57′ 57″ est | 91443               | Téléverser                                                  |
| (nl) Vrijstaand boerenarbeidershuis |                       |                                  | Zarren            | Stadenstraat 98              | 51° 00′ 45″ nord, 2° 57′ 58″ est | 91444               | Téléverser                                                  |
| (nl) Duitse betonnen constructie 1 van de Eerste Wereldoorlog                                                                                          |                       |                                  | Zarren            | Terrestdreef                 | 50° 59′ 22″ nord, 2° 58′ 16″ est | 91445               | Téléverser                                                  |
| (nl) Duitse betonnen constructie 2 van de Eerste Wereldoorlog                                                                                          |                       |                                  | Zarren            | Terrestdreef                 | 50° 59′ 17″ nord, 2° 58′ 10″ est | 91446               | Téléverser                                                  |
| (nl) Hoeve uit de wederopbouwperiode van de jaren 1920                                                                                                 |                       |                                  | Zarren            | Terreststraat 6              | 50° 59′ 25″ nord, 2° 57′ 50″ est | 91447               | Téléverser                                                  |
| (nl) Hoeve uit de wederopbouwperiode van de jaren 1920                                                                                                 |                       |                                  | Zarren            | Vlaestraat 2                 | 50° 59′ 55″ nord, 2° 58′ 11″ est | 91448               | Téléverser                                                  |
| (nl) Mariakapel |                       |                                  | Zarren            | Vlaestraat                   | 50° 59′ 37″ nord, 2° 58′ 30″ est | 91449               | Téléverser                                                  |
| (nl) Twee lage boerenarbeidershuizen |                       |                                  | Zarren            | Vrijbosstraat 10             | 50° 59′ 51″ nord, 2° 58′ 51″ est | 91450               | Téléverser                                                  |
| (nl) Twee lage boerenarbeidershuizen |                       |                                  | Zarren            | Vrijbosstraat 8              | 50° 59′ 51″ nord, 2° 58′ 51″ est | 91450               | Téléverser                                                  |
| (nl) Samenstel van twee arbeidershuisjes |                       |                                  | Zarren            | Vuilpanstraat 10             | 50° 59′ 32″ nord, 2° 59′ 42″ est | 91451               | Téléverser                                                  |
| (nl) Samenstel van twee arbeidershuisjes |                       |                                  | Zarren            | Vuilpanstraat 11             | 50° 59′ 32″ nord, 2° 59′ 42″ est | 91451               | Téléverser                                                  |
| (nl) Kleine achteringelegen hoeve |                       |                                  | Zarren            | Vuilpanstraat 13             | 50° 59′ 30″ nord, 2° 59′ 40″ est | 91452               | Téléverser                                                  |
| (nl) Laag boerenarbeidershuis |                       |                                  | Zarren            | Vuilpanstraat 15             | 50° 59′ 37″ nord, 2° 59′ 49″ est | 91453               | Téléverser                                                  |
| (nl) Achteringelegen boerenarbeidershuis |                       |                                  | Zarren            | Vuilpanstraat                | 50° 59′ 34″ nord, 2° 59′ 59″ est | 91454               | Téléverser                                                  |
| (nl) Brug over de Zarrenbeek |                       |                                  | Zarren            | Zarren-Lindestraat           | 51° 00′ 39″ nord, 2° 57′ 48″ est | 91455               | Téléverser                                                  |
| (nl) Kapel op het gehucht Zarren-Linde, toegewijd aan Onze-Lieve-Vrouw van Smarten                                                                     |                       |                                  | Zarren            | Zarren-Lindestraat           | 51° 00′ 35″ nord, 2° 57′ 37″ est | 91456               | Téléverser                                                  |
| (nl) Laag arbeidershuis op het gehucht Zarren-Linde |                       |                                  | Zarren            | Zarren-Lindestraat 28        | 51° 00′ 35″ nord, 2° 57′ 35″ est | 91457               | Téléverser                                                  |
| (nl) Voormalige herberg IN ZARREN LINDE |                       |                                  | Zarren            | Zarren-Lindestraat 30        | 51° 00′ 35″ nord, 2° 57′ 34″ est | 91458               | Téléverser                                                  |
| (nl) Woonhuis en aanpalende smidse op het gehucht Zarren-Linde                                                                                         |                       |                                  | Zarren            | Zarren-Lindestraat 32        | 51° 00′ 34″ nord, 2° 57′ 34″ est | 91459               | Téléverser                                                  |
| (nl) Hoeve met 18de-eeuwse kern |                       |                                  | Zarren            | Zarren-Lindestraat 38        | 51° 00′ 23″ nord, 2° 57′ 38″ est | 91460               | Téléverser                                                  |
| (nl) Achteringelegen hoeve |                       |                                  | Zarren            | Vuilpanstraat 26             | 50° 59′ 41″ nord, 3° 00′ 05″ est | 91461               | Téléverser                                                  |
| (nl) Achteringelegen hoeve op het gehucht Zarren-Linde                                                                                                 |                       |                                  | Zarren            | Zarren-Lindestraat 34        | 51° 00′ 33″ nord, 2° 57′ 31″ est | 91462               | Téléverser                                                  |
| (nl) Mariakapel |                       |                                  | Zarren            | Zarren-Lindestraat           | 51° 00′ 08″ nord, 2° 57′ 44″ est | 91463               | Téléverser                                                  |
| (nl) Hoeve zogenaamd de Ark van Zarren |                       |                                  | Zarren            | Zarren-Lindestraat 44        | 50° 59′ 48″ nord, 2° 57′ 36″ est | 91464               | Téléverser                                                  |
| (nl) Mariakapel bij de zogenaamde Couchezmolen en de molenaarshoeve                                                                                    |                       |                                  | Zarren            | Zarren-Lindestraat           | 51° 00′ 15″ nord, 2° 57′ 51″ est | 91465               | Téléverser                                                  |
| (nl) Molenaarshoeve bij de zogenaamde Couchezmolen |                       |                                  | Zarren            | Zarren-Lindestraat 51        | 51° 00′ 15″ nord, 2° 57′ 52″ est | 91466               | Téléverser                                                  |
| (nl) Couchezmolen, bakstenen stellingmolen van ca. 1870                                                                                                | Oui                   |                                  | Zarren            | Zarren-Lindestraat           | 51° 00′ 14″ nord, 2° 57′ 52″ est | 91467               | (nl) Couchezmolen, bakstenen stellingmolen van ca. 1870     |
| (nl) Achteringelegen historische hoeve, zogenaamd Couchezhoeve                                                                                         |                       |                                  | Zarren            | Zarren-Lindestraat 57        | 50° 59′ 59″ nord, 2° 57′ 49″ est | 91468               | Téléverser                                                  |
| (nl) Achteringelegen hoeve |                       |                                  | Zarren            | Zarren-Lindestraat 59        | 50° 59′ 41″ nord, 2° 57′ 52″ est | 91469               | Téléverser                                                  |
| (nl) Voormalig gemeentehuis |                       |                                  | Zarren            | Zarrenplein 1                | 51° 01′ 05″ nord, 2° 57′ 30″ est | 91470               | Téléverser                                                  |
| (nl) Lage arbeidershuisjes |                       |                                  | Zarren            | Zarrenplein 3                | 51° 01′ 04″ nord, 2° 57′ 32″ est | 91471               | Téléverser                                                  |
| (nl) Lage arbeidershuisjes |                       |                                  | Zarren            | Zarrenplein 4                | 51° 01′ 04″ nord, 2° 57′ 32″ est | 91471               | Téléverser                                                  |
| (nl) Hoekhuis uit de wederopbouwperiode van de jaren 1920                                                                                              |                       |                                  | Zarren            | Zarrenplein 6                | 51° 01′ 04″ nord, 2° 57′ 32″ est | 91472               | Téléverser                                                  |
| (nl) Burgerhuis |                       |                                  | Zarren            | Zarrenplein 7                | 51° 01′ 05″ nord, 2° 57′ 34″ est | 91473               | Téléverser                                                  |
| (nl) Huis |                       |                                  | Zarren            | Zarrenstraat 2               | 51° 01′ 07″ nord, 2° 57′ 33″ est | 91474               | Téléverser                                                  |
| (nl) Ast en magazijnen van Suikerdrogerij |                       |                                  | Zarren            | Zarrenstraat                 | 51° 01′ 10″ nord, 2° 57′ 33″ est | 91475               | Téléverser                                                  |
| (nl) Burgerhuis met aansluitend magazijn |                       |                                  | Zarren            | Zarrenstraat 10              | 51° 01′ 09″ nord, 2° 57′ 34″ est | 91476               | Téléverser                                                  |
| (nl) Voormalig seinwachtershuis |                       |                                  | Zarren            | Zarrenstraat 11              | 51° 01′ 11″ nord, 2° 57′ 33″ est | 91477               | Téléverser                                                  |
| (nl) Hoekhuis |                       |                                  | Zarren            | Zarrenstraat 13              | 51° 01′ 11″ nord, 2° 57′ 33″ est | 91478               | Téléverser                                                  |
| (nl) Huis |                       |                                  | Zarren            | Zarrenstraat 14              | 51° 01′ 09″ nord, 2° 57′ 35″ est | 91479               | Téléverser                                                  |